# Johannes Vermeer

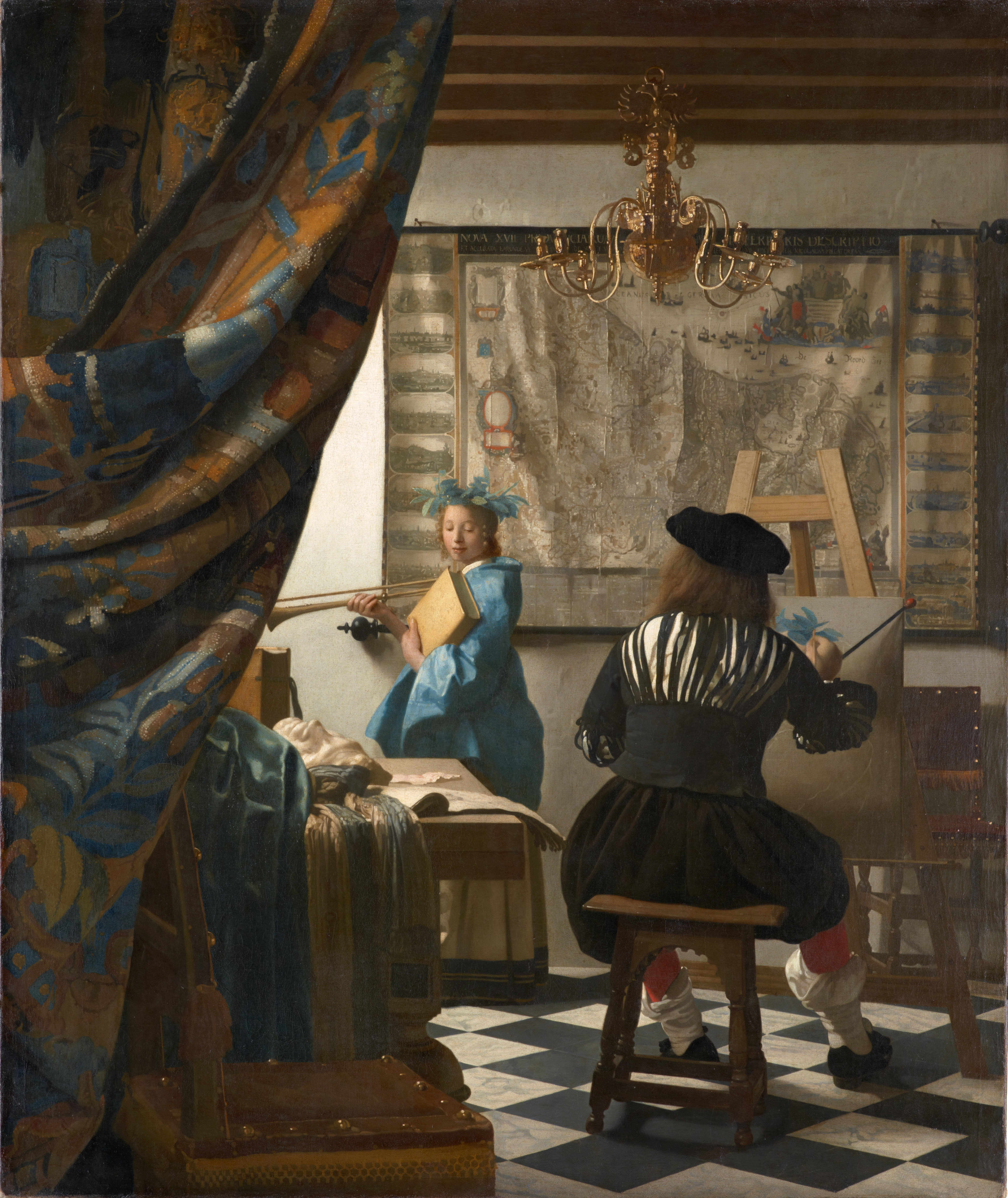
Jan Vermeer: Alegoria picturii sau în atelier, 1673

Johannes Vermeer, cunoscut mai ales ca Jan Vermeer van Delft (n. octombrie 1632, Delft, Comitatul Olanda, Provinciile Unite – d. 15 decembrie 1675, Delft, Comitatul Olanda, Provinciile Unite) a fost un pictor neerlandez, unul din cei mai cunoscuți reprezentanți ai stilului baroc. În timp, reputația lui Vermeer a crescut tot mai mult, astăzi el fiind considerat unul dintre cei mai mari pictori olandezi ai vârstei de aur, fiind cunoscut mai cu seamă ca un maestru al folosirii luminii în lucrările sale. Întrega sa operă, considerată autentică, cuprinde 37 de tablouri. Cele mai multe reprezintă scene de fiecare zi sau alegorii.

## Biografie
Se cunosc puține amănunte din viața sa sau despre înfățișarea sa, Vermeer nu a pictat nici un autoportret. Fără a se ști exact data nașterii, este fapt documentat că a fost botezat pe 31 octombrie 1632 în Nieuwe Kerk ("Biserica Nouă") din Delft. După ce frecventează cursurile academiei conduse de pictorul catolic Rietwijk și atelierul lui Leonaert Bramer, Vermeer este primit pe 29 decembrie 1653 în breasla pictorilor Sint-Lukasgilde. O influență asupra stilului lui Vermeer a exercitat-o cu siguranță și Pieter de Hoch, el însuși autor al unor fine tablouri cu scene din viața zilnică.

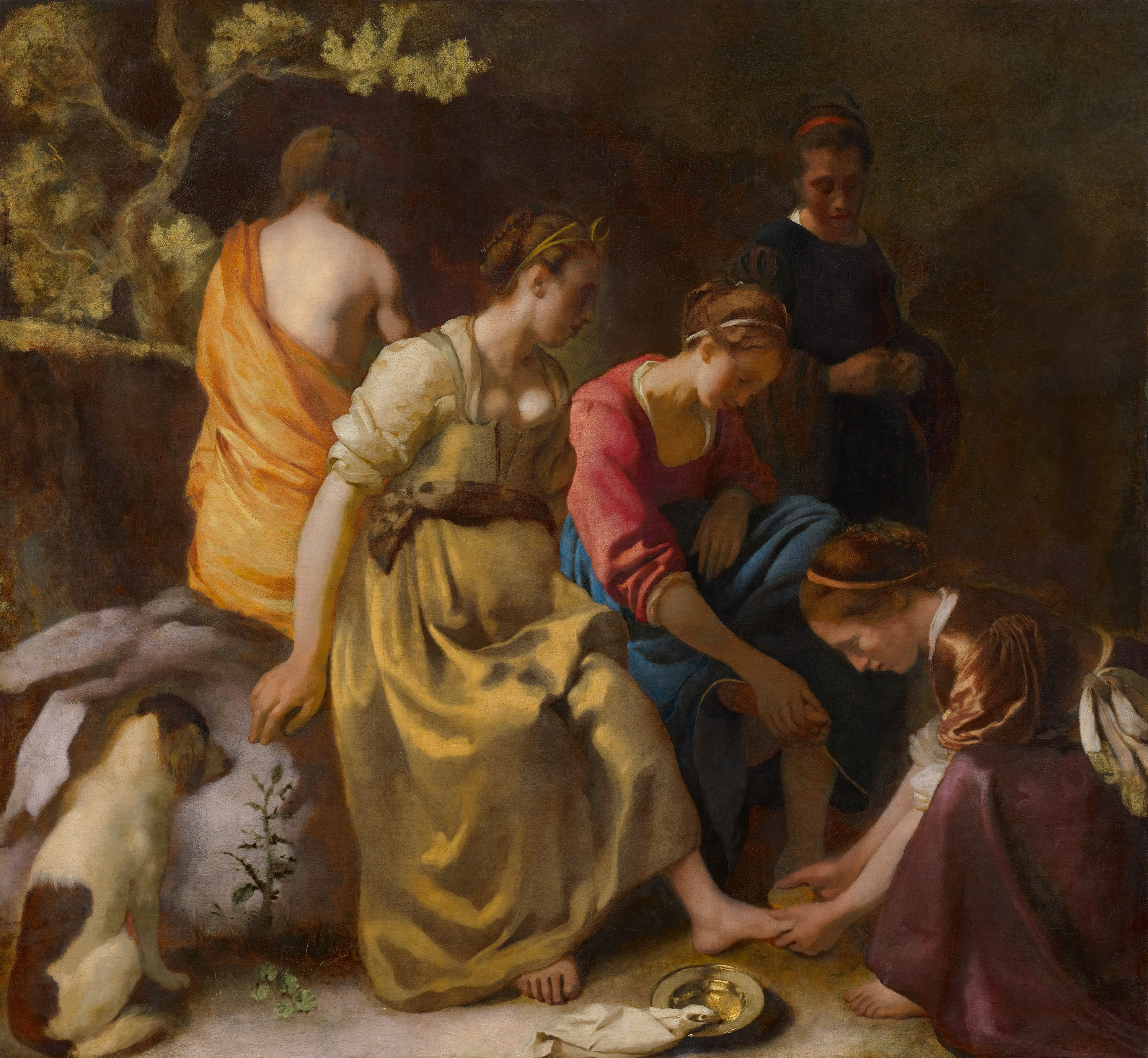
Jan Vermeer: Diana și nimfele, 1655-56

Vermeer se întoarce la Delft și în primăvara anului 1659 se căsătorește cu Catharina Bolnes, o tânără provenind dintr-o familie catolică, după ce pictorul - care era protestant - trece la catolicism. În repetate rânduri, în anii 1662, 1663, 1669 și 1670 va fi staroste al breslei pictorilor din Delft. Va fi o prezență obișnuită în cercurile sculptorilor, negustorilor, pictorilor de faianță, editorilor-tipografi și țesătorilor.
Vermeer picta puțin - în medie două tablouri pe an - rezultă însă că era bine plătit, pentru a putea face față necesităților familiei sale, care în 1675 (anul morții pictorului) număra 11 copii. Ține mult la independența sa, fapt care-i conferă o deplină libertate artistică, dar - cu timpul - și inevitabile greutăți materiale. Cei mai cunoscuți clienți ai lui erau brutarul Hendrick van Buyten și tipograful Jacob Dissius, acesta din urmă fiind în posesia a 19 tablouri. Vermeer lucra și ca expert în verificarea autenticității unor tablouri, devenind consilierul colecționarilor de artă.
În ultimii ani ai vieții, situația lui financiară se înrăutățește, fiind obligat să facă multe împrumuturi și să vândă din tablourile sale cu un preț sub valoarea lor reală. O lovitură cruntă pentru artist este războiul, invazia armatelor regelui Franței, Ludovic al XIV-lea, atrăgând după sine declinul economiei olandeze.
În anul 1675, Vermeer se îmbolnăvește brusc și moare în decurs de câteva zile. Pe 15 decembrie 1675 este înmormântat în cripta familiei din Oude Kerk ("Biserica Veche") din Delft.

## Opera
Primele sale tablouri — în comparație cu operele de mai târziu — au un format mai mare și reprezintă scene religioase sau istorice. Vermeer pictează și două tablouri cu vederi din orașul său natal: Vedere din Delft (1660) și Străduța (1657-1658).
O altă categorie o reprezintă tablourile pe teme așa zise moralizatoare: Proxeneta (1656) și Fată dormind (1657).

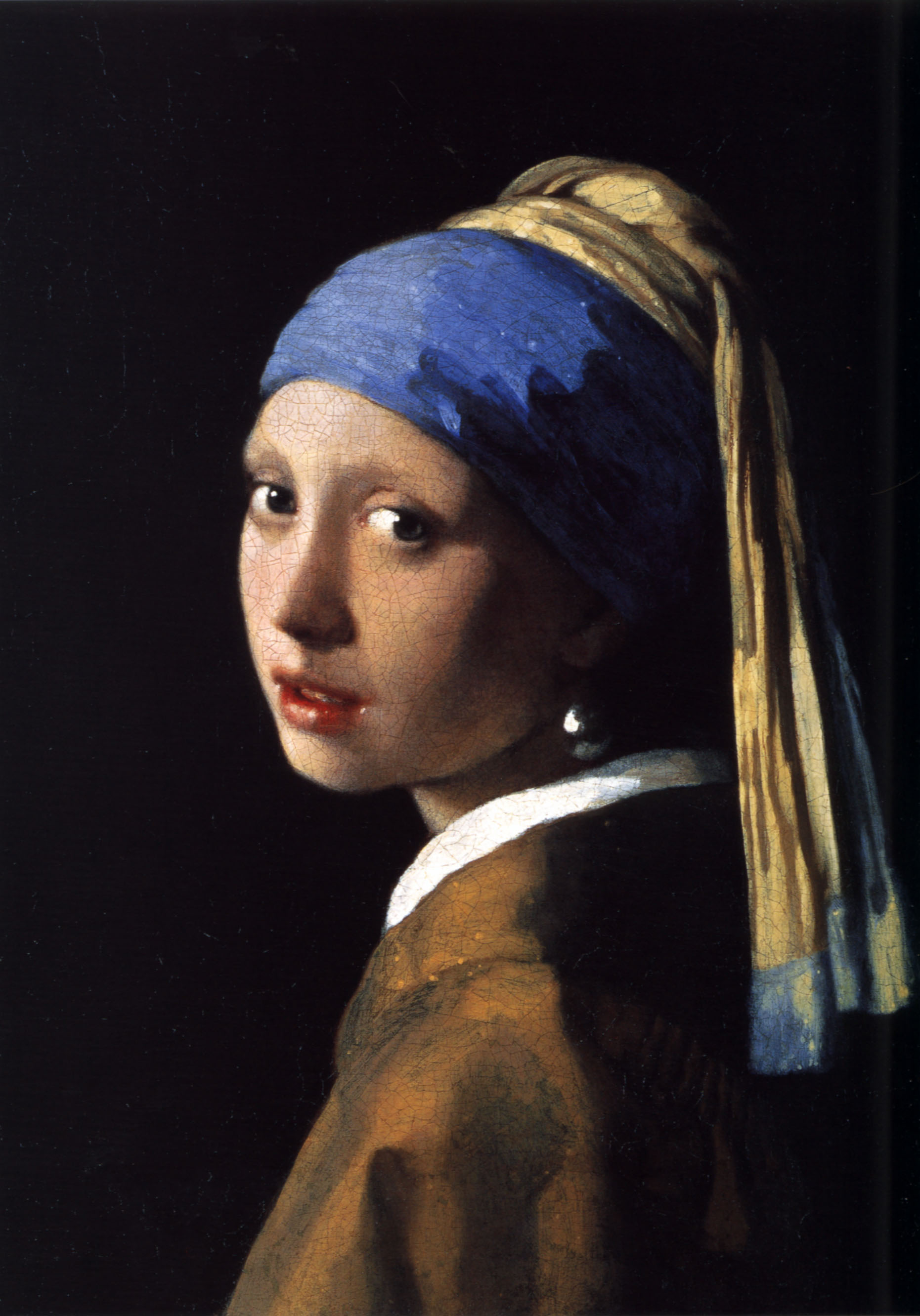
Jan Vermeer: Fată cu cercel de perlă, 1665

Cele mai multe tablouri cu fete tinere sau femei mature au un caracter narativ, în relație cu instrumente muzicale sau obiecte casnice. Unele dintre ele au caracterul unui portret, cum ar fi Femeie citind o scrisoare la fereastră (1657) sau Fata cu un cercel de perlă (1665), unul din cele mai cunoscute și mai populare tablouri ale lui Vermeer. Forța de expresie a acestei picturi, armonia culorilor, lumina magică corelată cu o anumită subtilitate caracteristică sculpturilor, chipul radiant al modelului cu privire întrebătoare dovedesc măiestria absolută a pictorului.
La Vermeer lumina cade mai totdeauna dinspre stânga spre dreapta.
Pe lângă tablourile sale realiste, Vermeer pictează și două tablouri alegorice, în care personifică teme abstracte prin simboluri: Alegoria credinței (1671) și Alegoria picturii (sau În atelier, 1673). În „Alegoria picturii” este reprezentat un atelier, pe masă se află o carte — simbol al înțelepciunii — și o mască — ca simbol al sculpturii. Personajul principal este un pictor în timpul lucrului, văzut din spate, păstrându-și astfel anonimitatea. Ca model servește o femeie tânără, într-o rochie albă, cu o coroană de frunze pe cap, reprezentând probabil muza Clio, protectoarea istoriei.
Jan Vermeer a fost la timpul său un precursor al principiilor compozițiilor configurative. Structura geometrică a tablourilor joacă un rol important. Folosirea efectelor de lumină dau impresia unor scene în aer liber, nefolosind niciodată tonuri închise în redarea umbrelor. Mult timp ignorat, Vermeer se bucură astăzi de mare popularitate, expoziția retrospectivă din Haga (1995-1996) având 460.000 de vizitatori în 14 săptămâni.

## Picturi de Vermeer

### Listă de picturi
| Denumire                                                  | datare    | felul picturii | dimensiuni      | proprietar                                                                        |
| --------------------------------------------------------- | --------- | -------------- | --------------- | --------------------------------------------------------------------------------- |
| Iisus la Marta și Maria                                   | 1654–1655 | ulei pe pânză  | 160 × 142 cm    | National Gallery of Scotland, Edinburgh                                           |
| Diana înconjurată de nimfe                                | 1655–1656 | ulei pe pânză  | 98,5 × 105 cm   | Mauritshuis, Haga                                                                 |
| Proxeneta                                                 | 1656      | ulei pe pânză  | 143 × 130 cm    | Gemäldegalerie Alte Meister, Dresden                                              |
| Fată citind o scrisoare la o fereastră                    | 1657      | ulei pe pânză  | 83 × 64,5 cm    | Gemäldegalerie Alte Meister, Dresden                                              |
| Fată dormind                                              | 1657      |                |                 | Metropolitan Museum of Art, New York                                              |
| Străduță din Delft                                        | 1657-1658 |                |                 | Rijksmuseum, Amsterdam                                                            |
| Ofițer cu o fată râzând                                   | c. 1657   | ulei pe pânză  | 50,5 × 46 cm    | Frick Collection, New York                                                        |
| Lăptăreasa                                                | c. 1658   | ulei pe pânză  | 45,5 × 41 cm    | Rijksmuseum, Amsterdam                                                            |
| Paharul de vin                                            | 1658-1660 | ulei pe pânză  | 39,4 × 44,5 cm  | Gemäldegalerie, Berlin                                                            |
| Fată cu un pahar de vin                                   | c. 1659   | ulei pe pânză  |                 | Herzog Anton-Ulrich-Museum, Braunschweig                                          |
| Vedere din Delft                                          | 1659-1660 | ulei pe pânză  | 98,5 × 117,5 cm | Mauritshuis, Haga                                                                 |
| Gentilom cu femeie la cembalo                             | 1660-1661 | ulei pe pânză  | 39,4 × 44,5 cm  | Frick Collection, New York                                                        |
| Femeie în albastru citind o scrisoare                     | 1663-1664 | ulei pe pânză  | 46,6 × 39,1 cm  | Rijksmuseum, Amsterdam                                                            |
| Lecția de muzică întreruptă                               | 1662/5    | ulei pe pânză  | 73,3 × 64,5 cm  | Queen's Gallery, Londra                                                           |
| Cântăreață la mandolină                                   | c. 1663   | ulei pe pânză  | 51,4 × 45,7 cm  | Metropolitan Museum of Art, New York                                              |
| Femeie cu un colier de perle                              | 1662-1664 | ulei pe pânză  | 55 × 45 cm      | Gemäldegalerie, Berlin                                                            |
| Femeie cu un urcior                                       | 1660-1662 | ulei pe pânză  | 45,7 × 40,6 cm  | Metropolitan Museum of Art, New York                                              |
| Femeie cu o balanță                                       | 1662-1663 | ulei pe pânză  | 42,5 × 38 cm    | National Gallery of Art, Washington                                               |
| Femeie scriind o scrisoare                                | 1665-1666 | ulei pe pânză  | 45 × 40 cm      | National Gallery of Art, Washington                                               |
| Fata cu turban (sau Fata cu cercel de perlă)              | c. 1665   | ulei pe pânză  | 46,5 × 40 cm    | Mauritshuis, Haga                                                                 |
| Concert în trei                                           | 1665-1666 | ulei pe pânză  | 69 × 63 cm      | furată în noaptea de 18 martie 1990 de la Isabella Stewart Gardner Museum, Boston |
| Portretul unei tinere femei                               | 1666-1667 | ulei pe pânză  | 44,5 × 40 cm    | Metropolitan Museum of Art, New York                                              |
| Alegoria picturii (sau În atelier)                        | 1666–1667 |                |                 | Kunsthistorisches Museum, Viena                                                   |
| O doamnă cu femeia de serviciu                            | 1667–1668 |                |                 | Frick Collection, New York                                                        |
| Fată cu pălărie roșie                                     | 1668      |                |                 | National Gallery of Art, Washington                                               |
| Astronomul                                                | 1668      |                |                 | Musée du Louvre, Paris                                                            |
| Geograful                                                 | 1668–1669 |                |                 | Städelsches Kunstinstitut, Frankfurt am Main                                      |
| Dantelăreasa                                              | 1669–1670 |                |                 | Musée du Louvre, Paris                                                            |
| Scrisoare de dragoste                                     | 1669–1670 |                |                 | Rijksmuseum, Amsterdam                                                            |
| Doamnă scriind o scrisoare în prezența femeii de serviciu | 1670      | ulei pe pânză  | 71,1 × 58,4 cm  | National Gallery of Ireland, Dublin                                               |
| Alegoria credinței                                        | 1671–1674 |                |                 | Metropolitan Museum of Art, New York                                              |
| Cântăreață la chitară                                     | 1672      |                |                 | Iveagh Bequest Kenwood House, Londra                                              |
| Femeie stând lângă cembalo                                | 1673–1675 |                |                 | National Gallery, Londra                                                          |
| Femeie șezând la cembalo                                  | 1673–1675 |                |                 | National Gallery, Londra                                                          |
| Tânără femeie șezând la cembalo                           | 1670      |                |                 | Wynn Las Vegas, Las Vegas                                                         |
| Lucrări disputate:                                        |           |                |                 |                                                                                   |
| Sfânta Prassada                                           | c. 1655   | ulei pe pânză  | 102 × 83 cm     | colecție particulară                                                              |
| Fată cu flaut                                             | 1670–1670 | ulei pe panou  | 20 × 17,8 cm    | National Gallery of Art, Washington                                               |
| Portretul unei femei                                      | 1655–1660 |                |                 |                                                                                   |

### Galerie

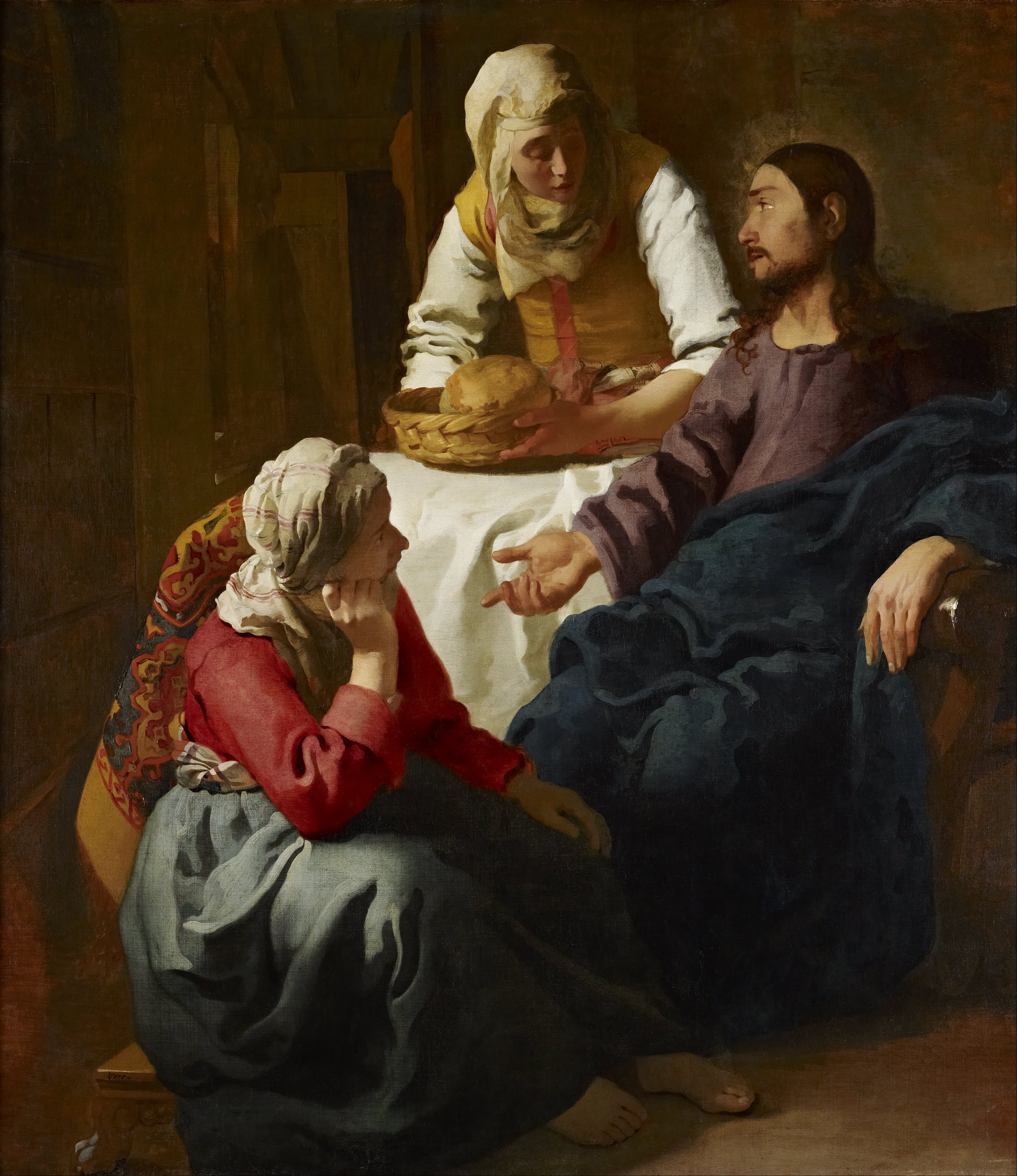
Isus la Marta și Maria (1654–1655)
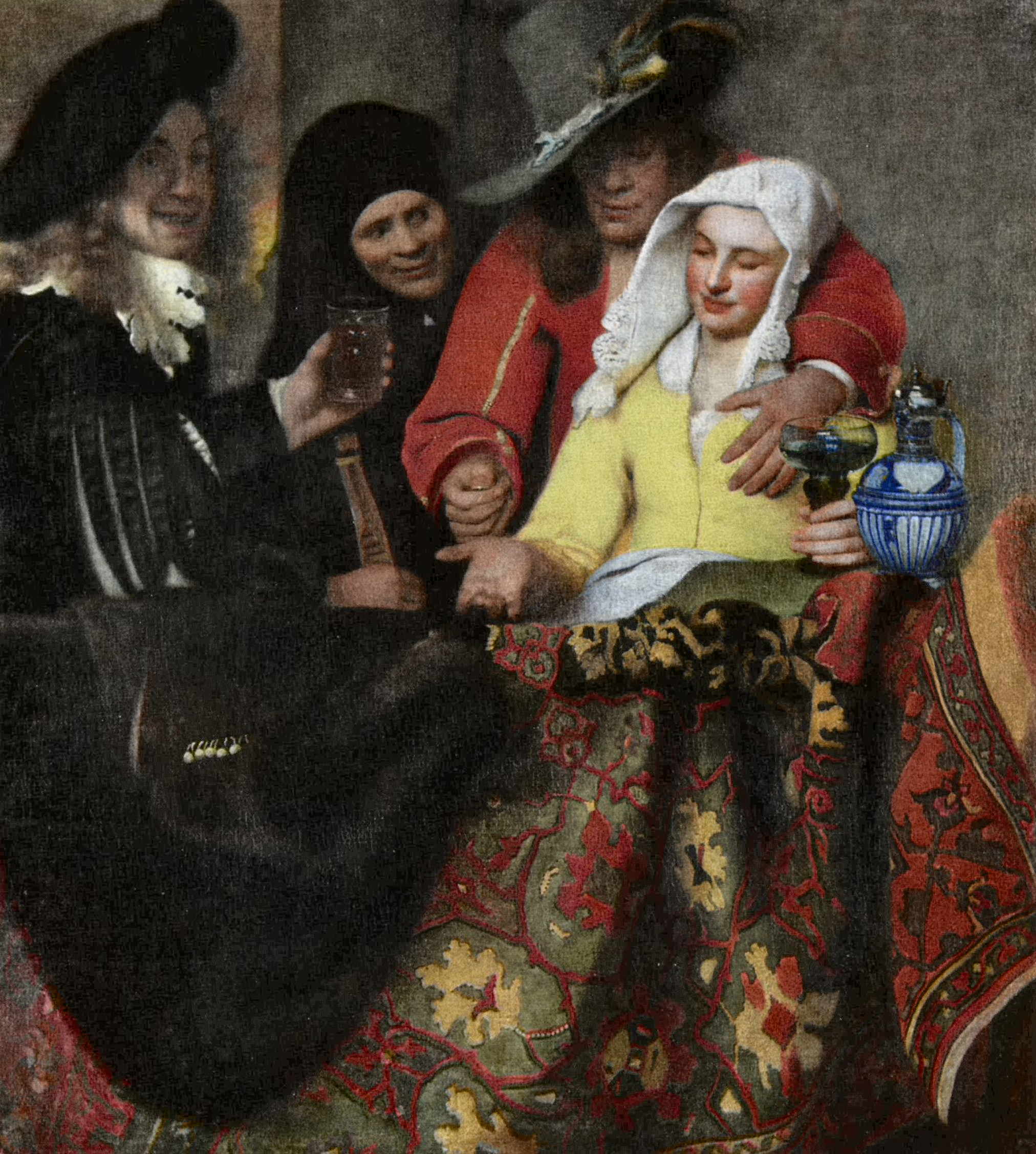
Proxeneta (1656)
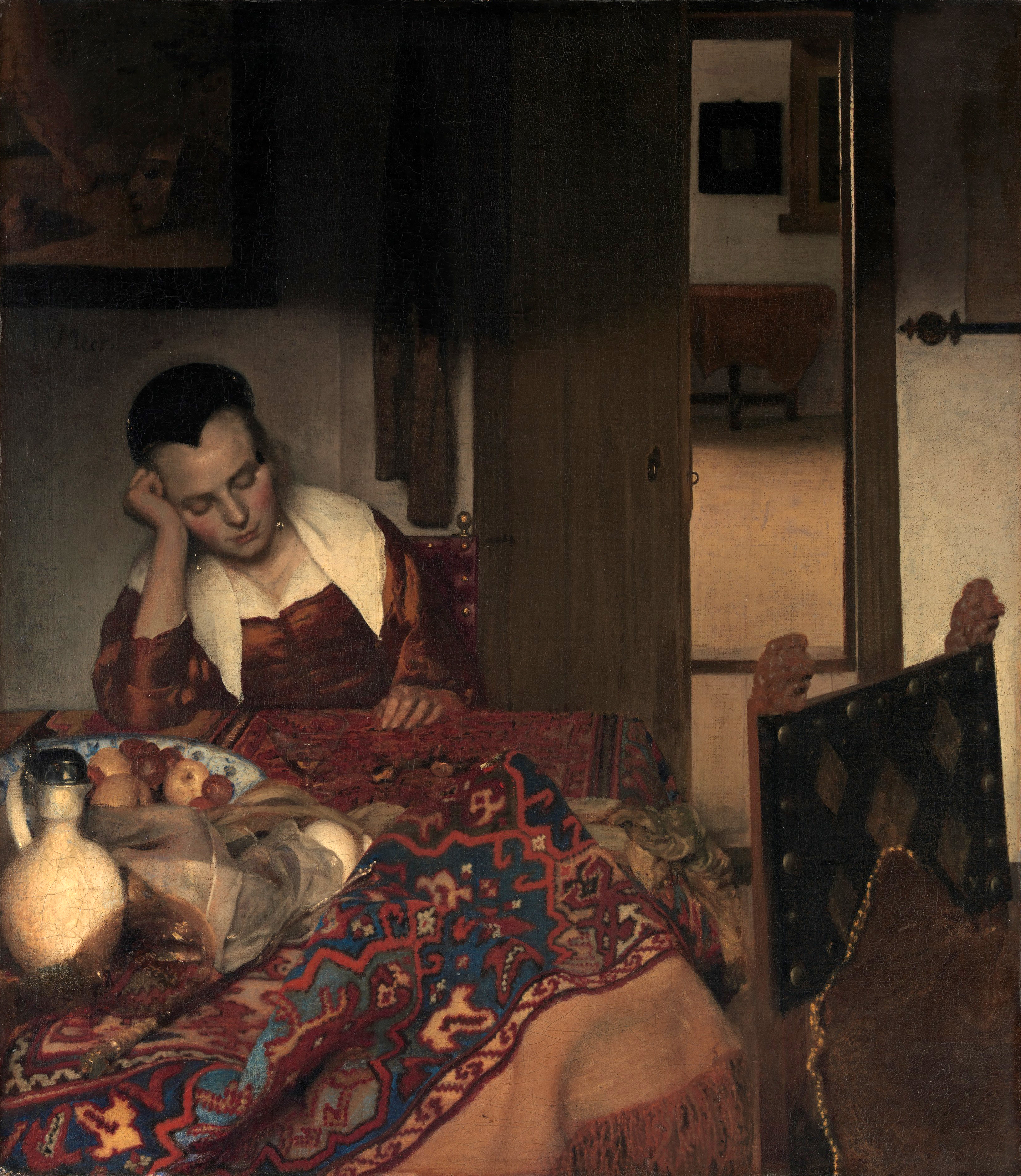
Fată dormind (1656–1657)
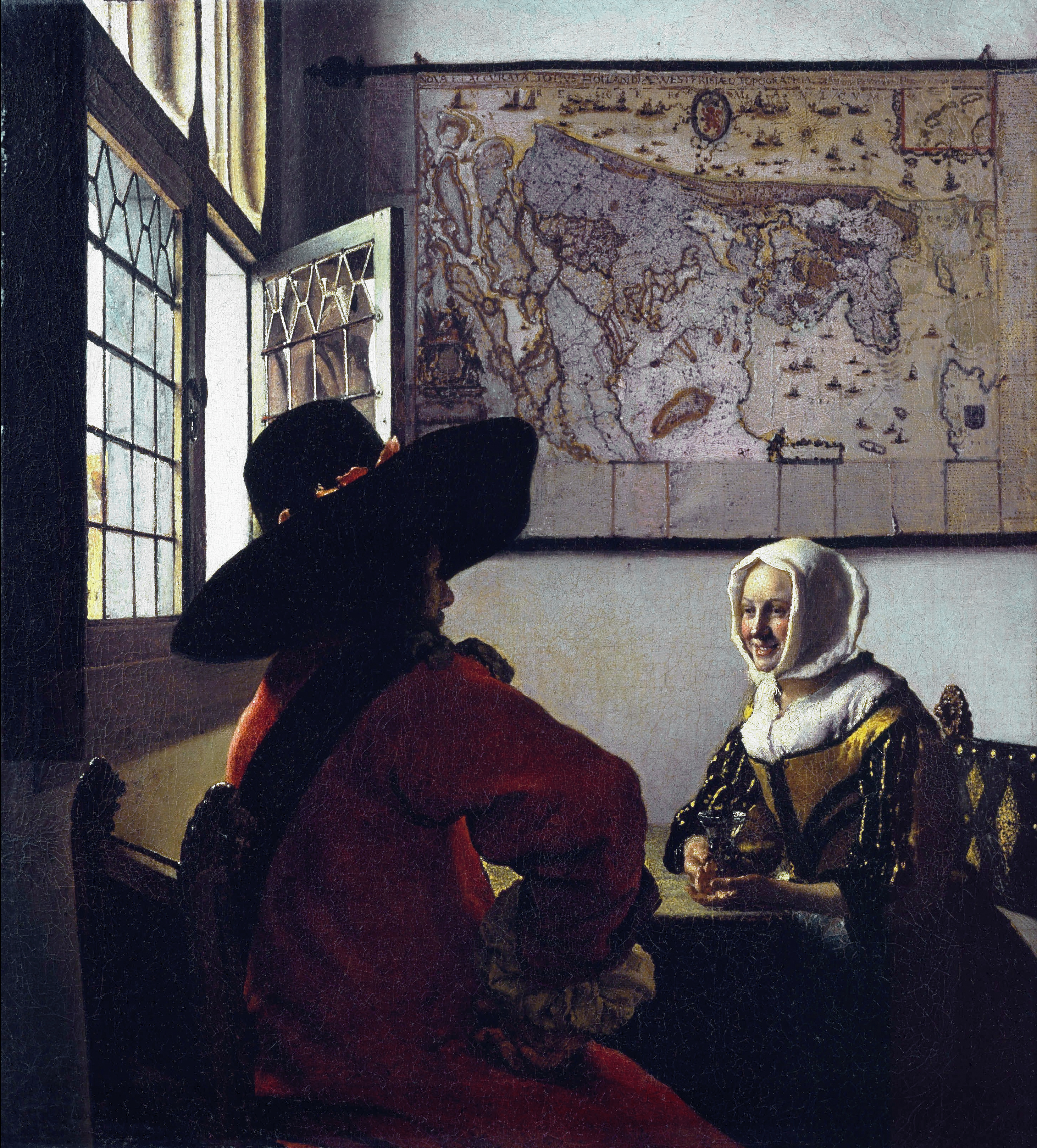
Ofițer cu o fată râzând (1657–1659)
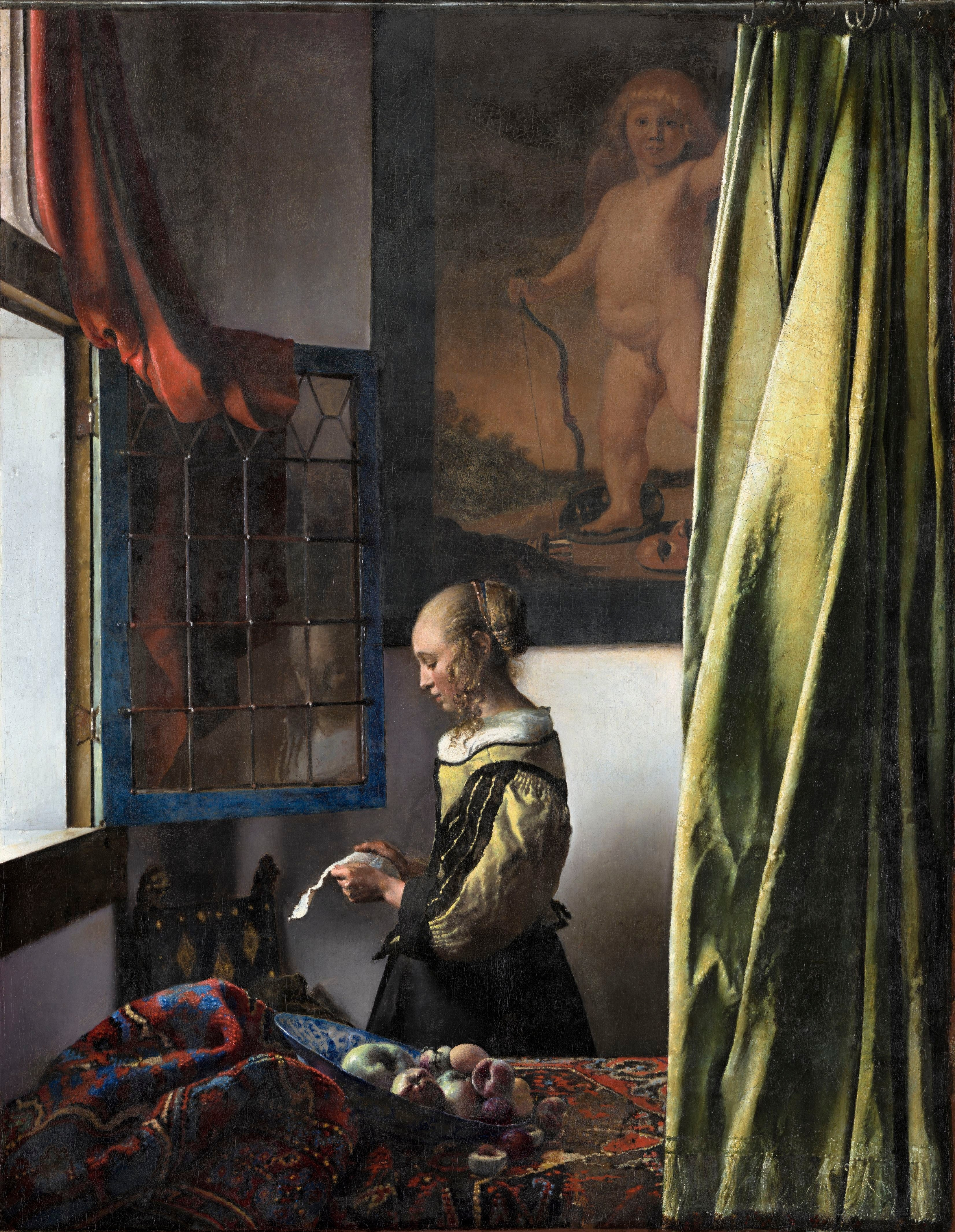
Fată citind o scrisoare la fereastra deschisă (1657–1659)
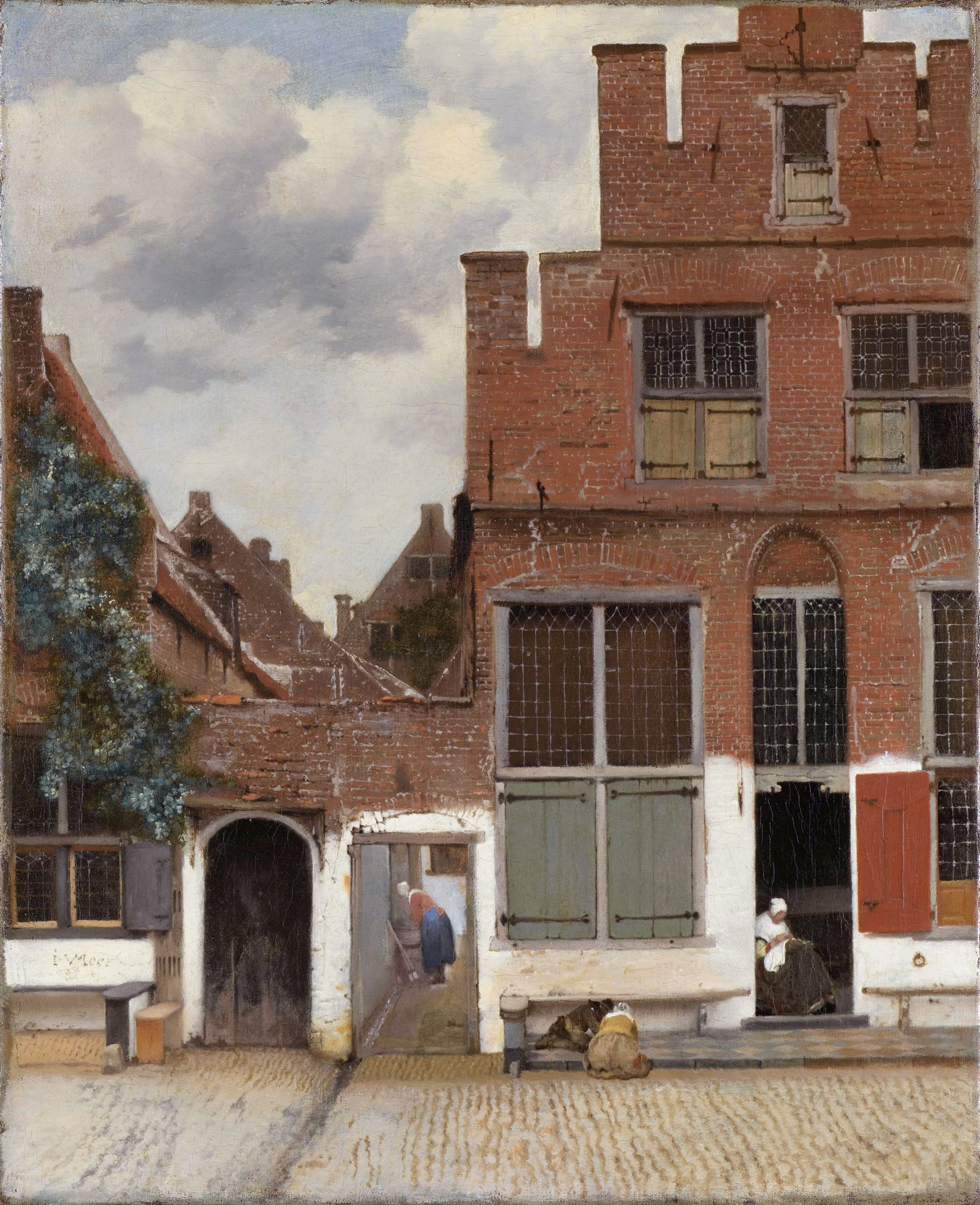
Străduța în Delft (1657–1661)
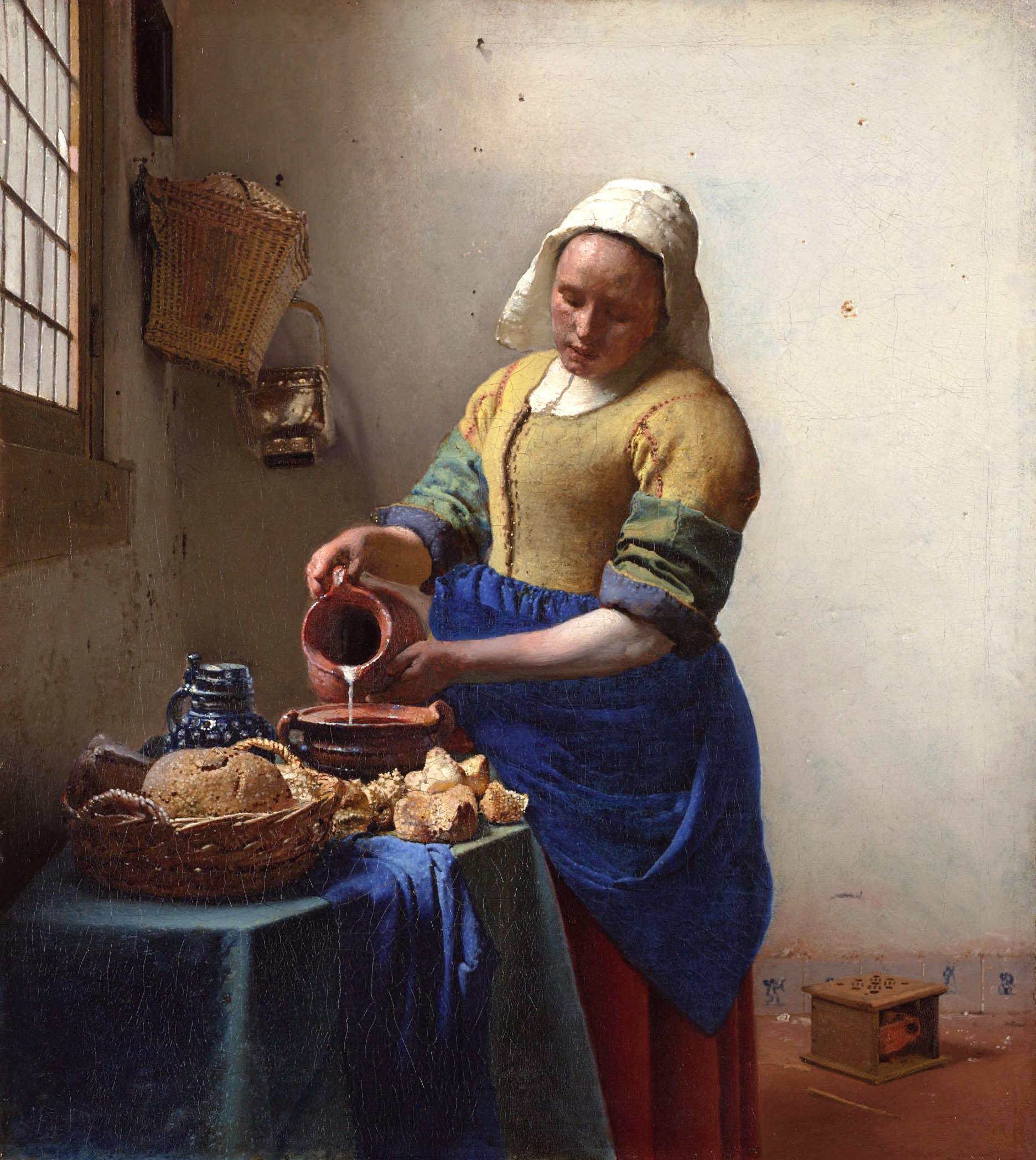
Lăptăreasa (c. 1658)
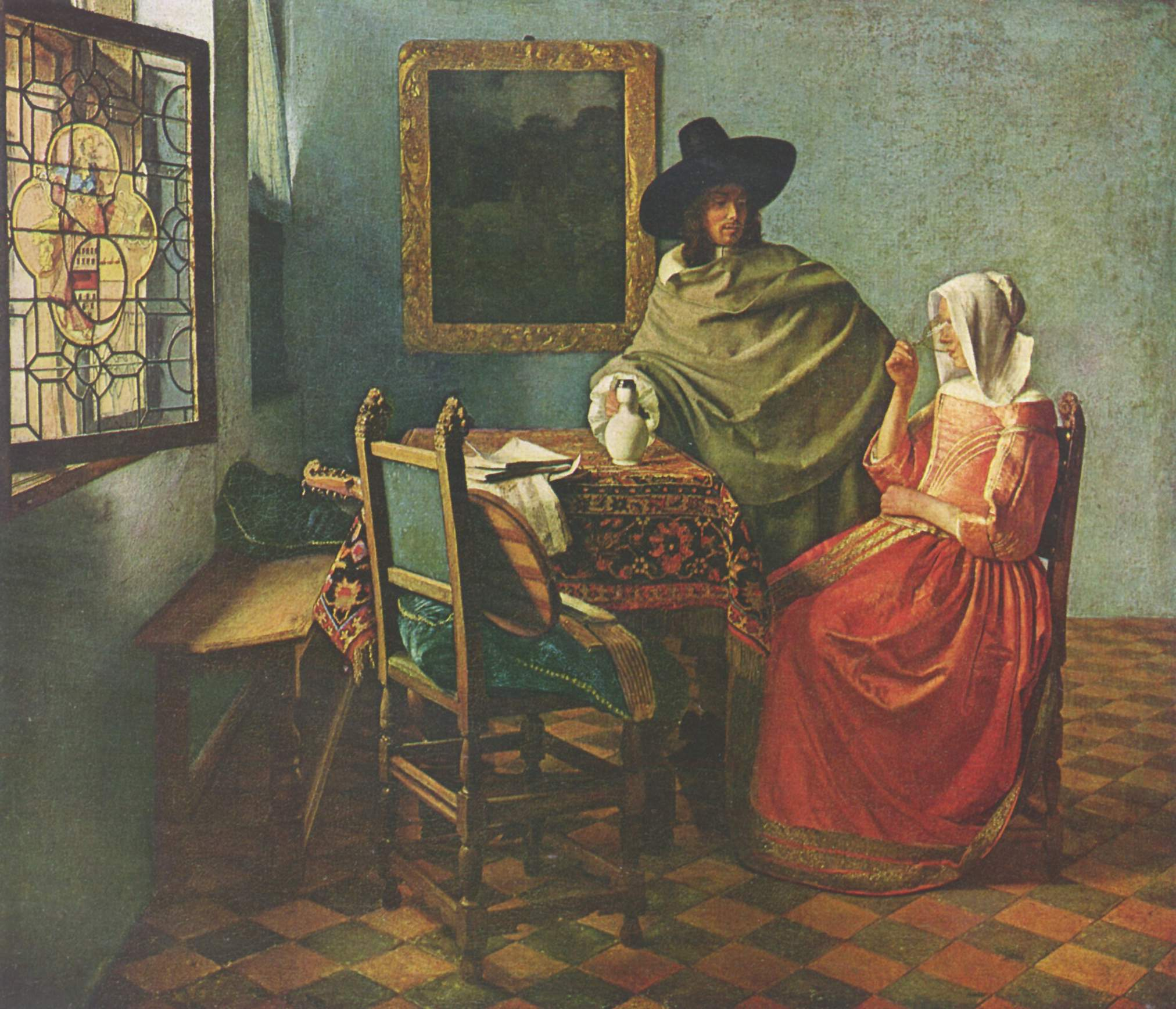
Paharul de vin (1658–1661)
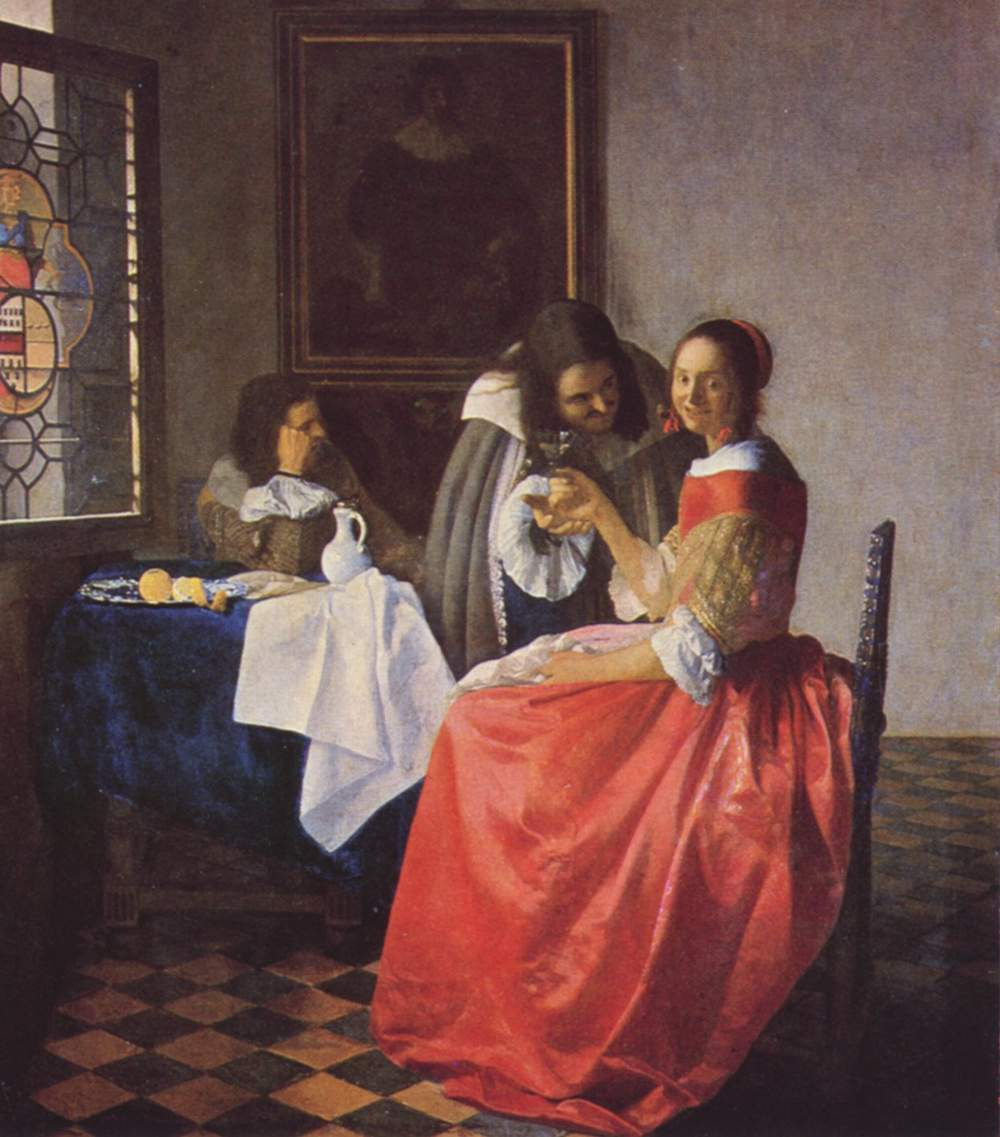
Fată cu un pahar de vin (1659–1660)
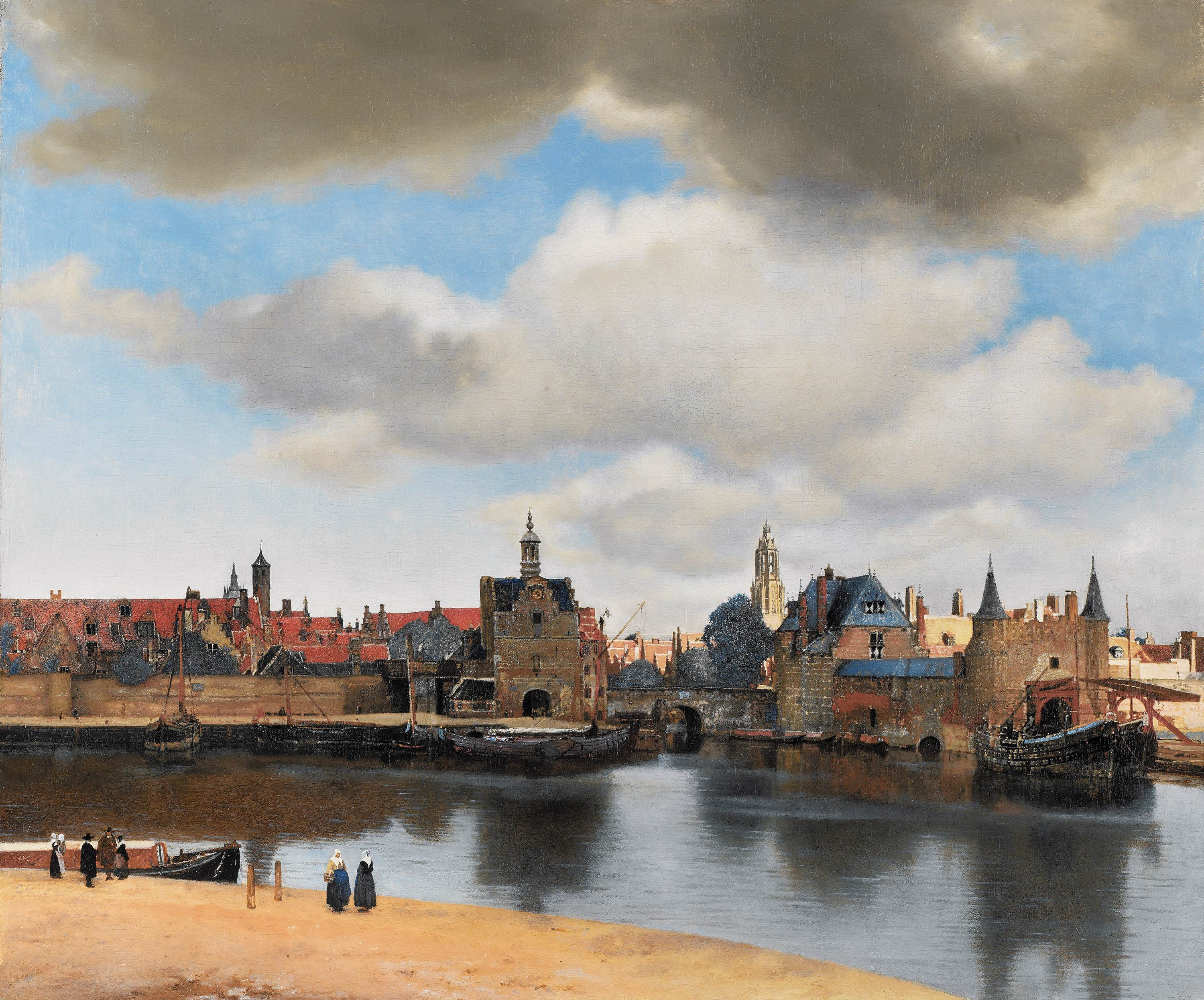
Vedere din Delft (1660–1661)
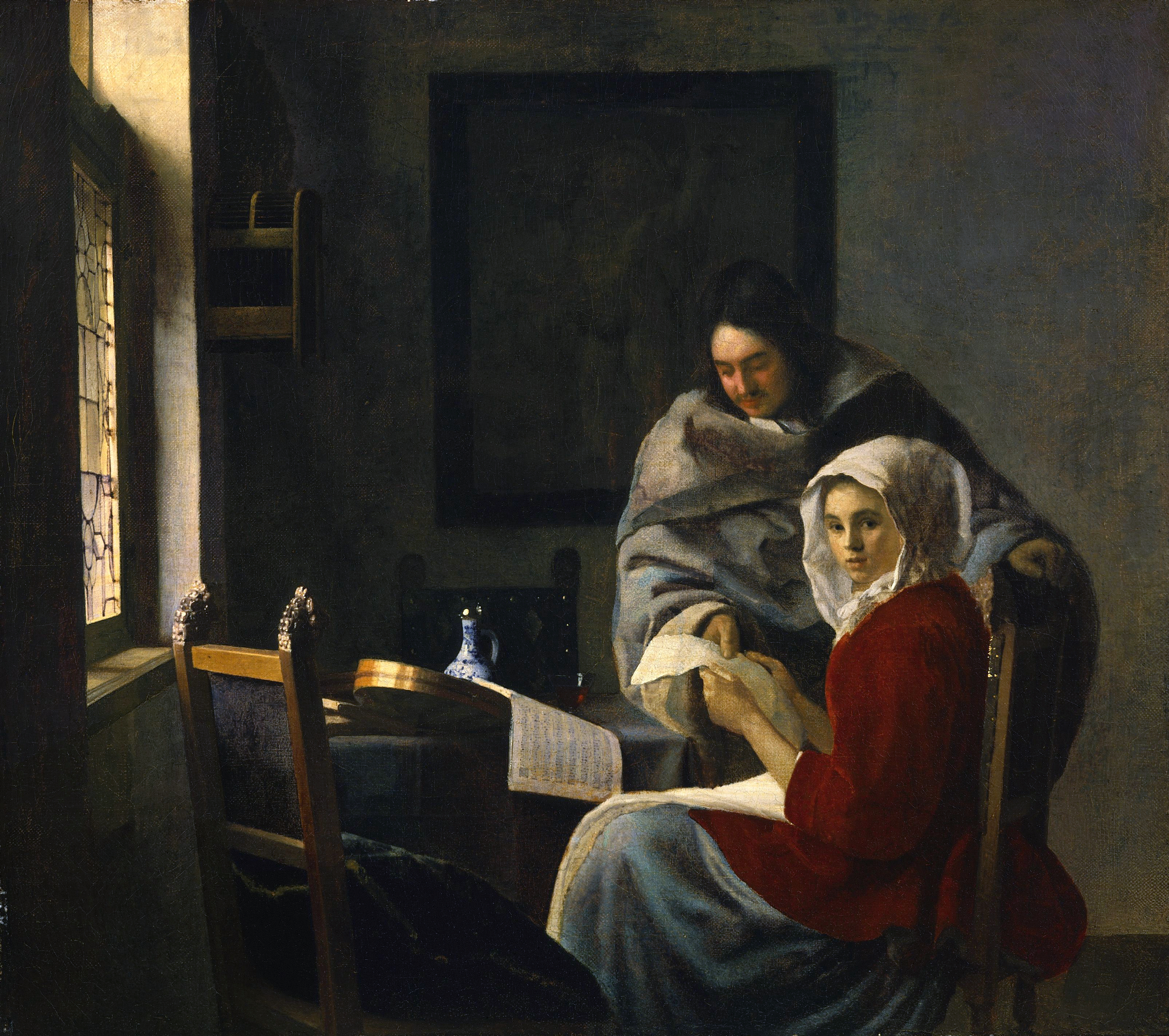
Lecția de muzică întreruptă (1660–1661)
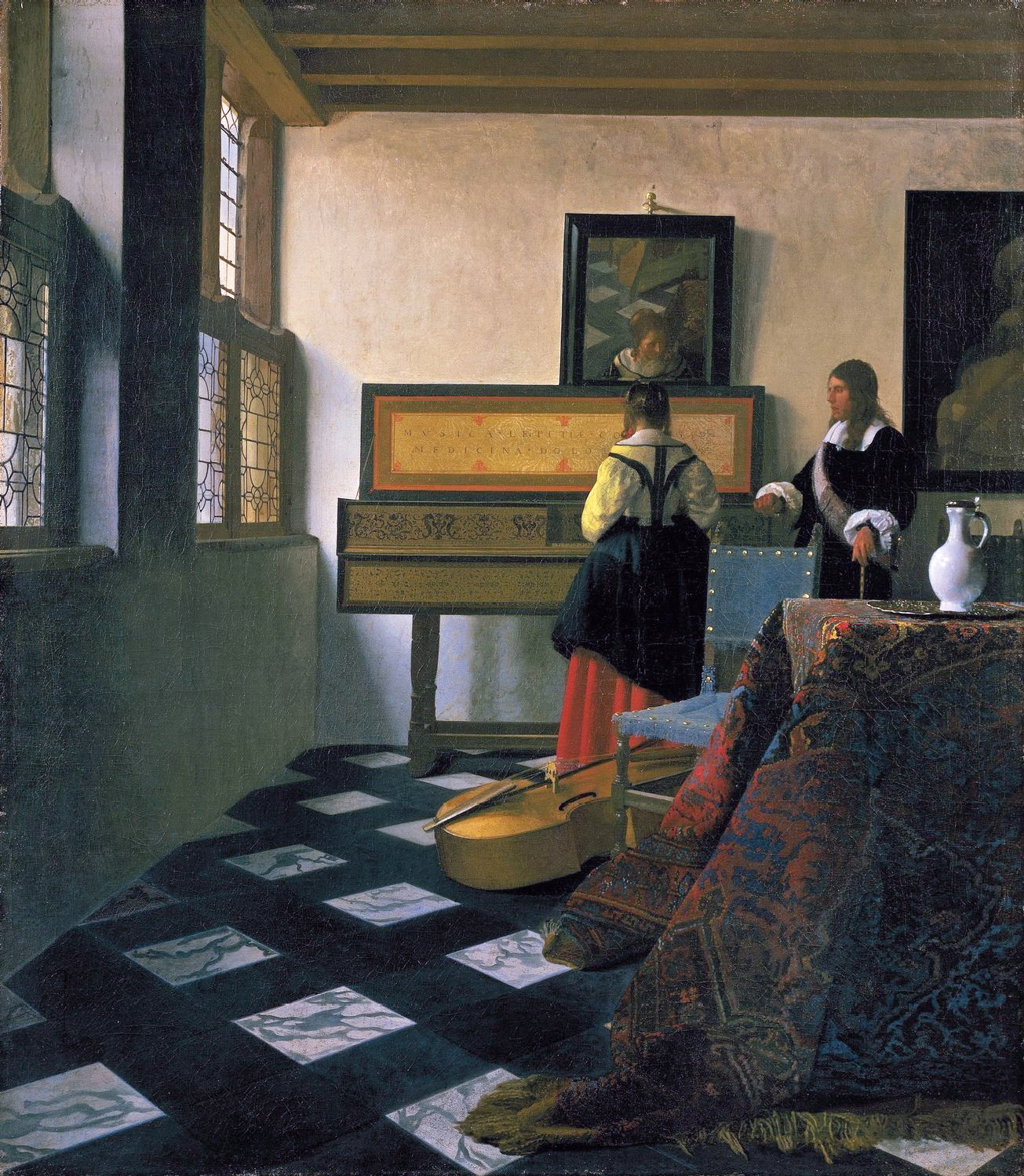
Lecția de muzică (1662)
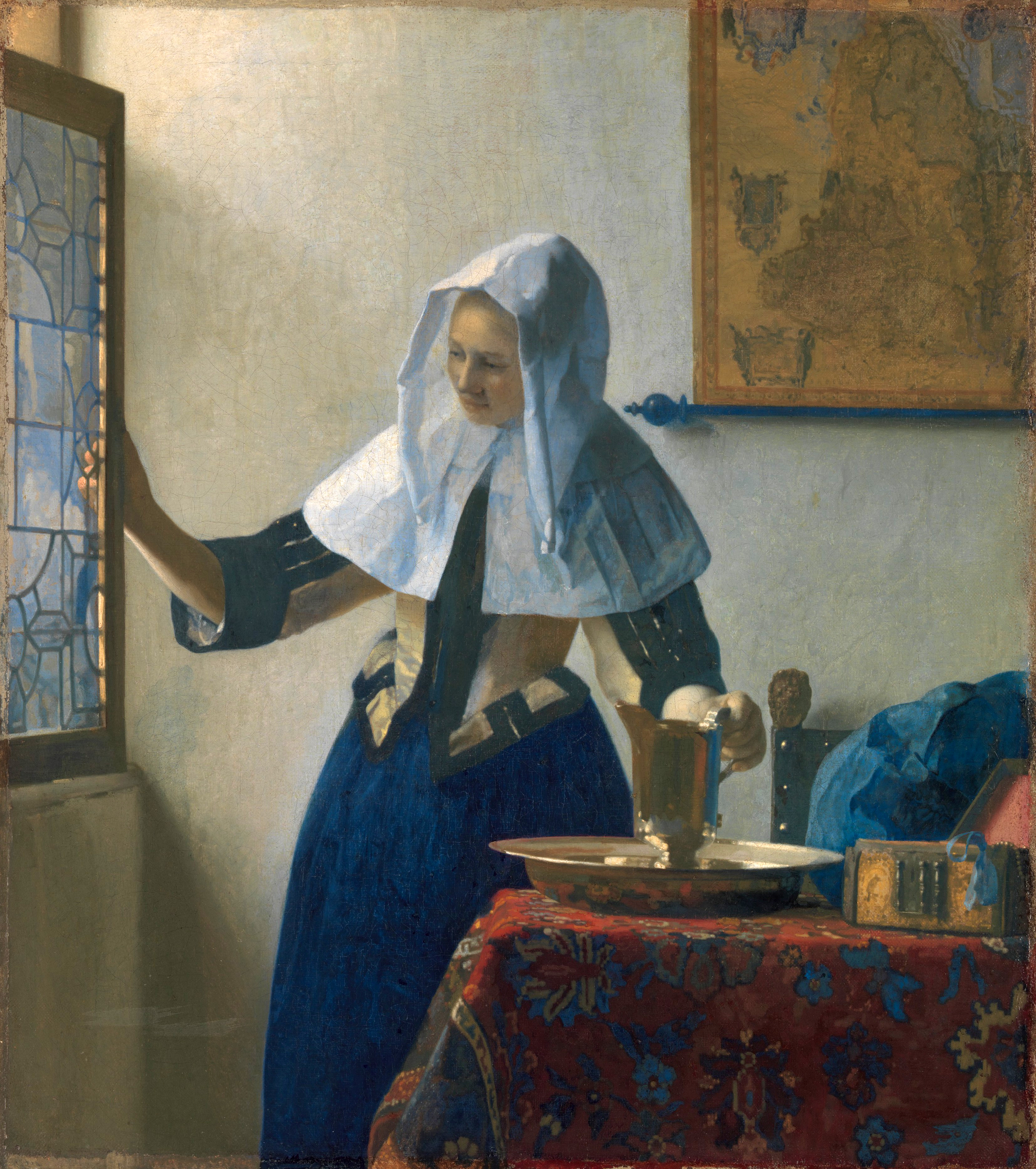
Femeie la fereastră (1662–1663)
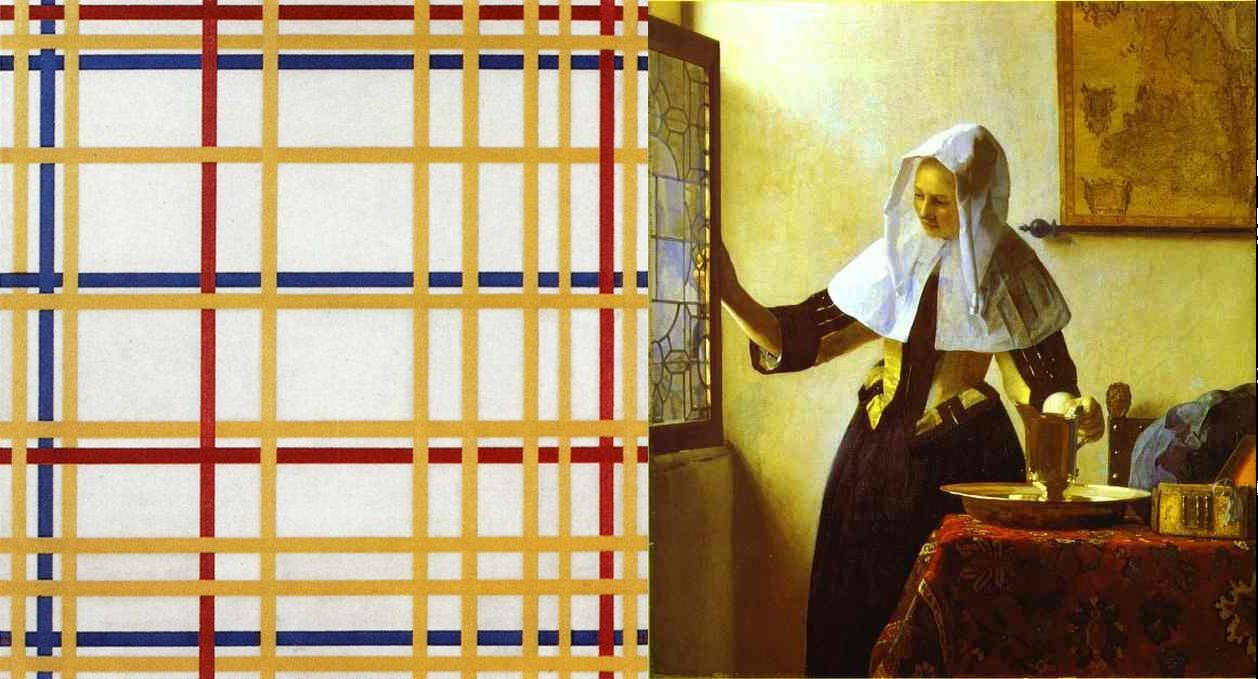
Mondrian : New York City 1942 + Vermeer : Young woman with a water pitcher
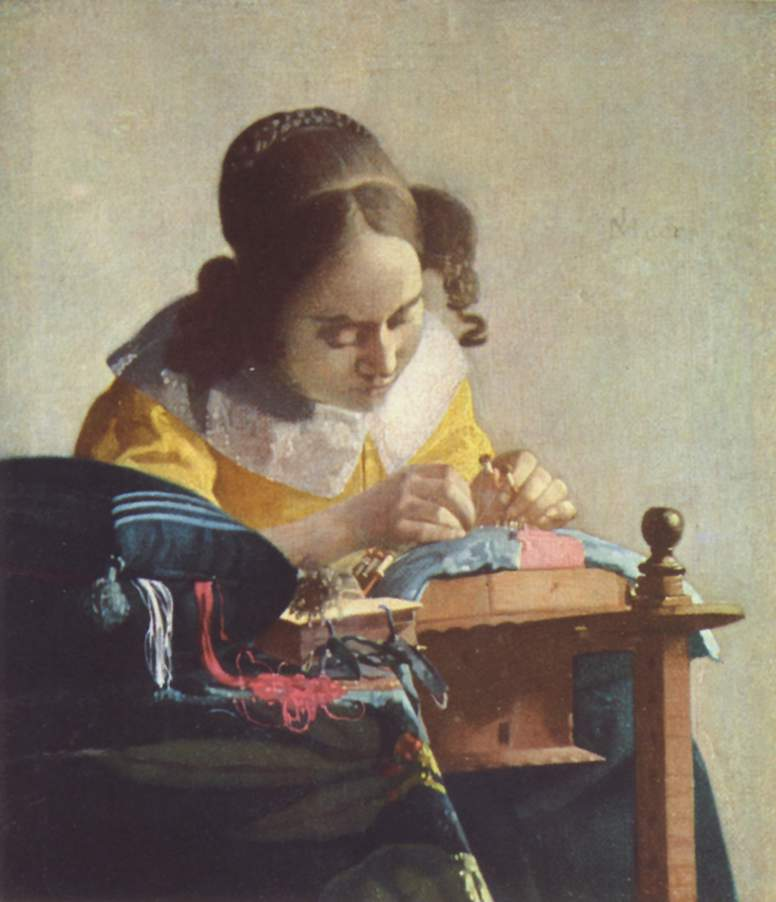
Dantelăreasa (1664)
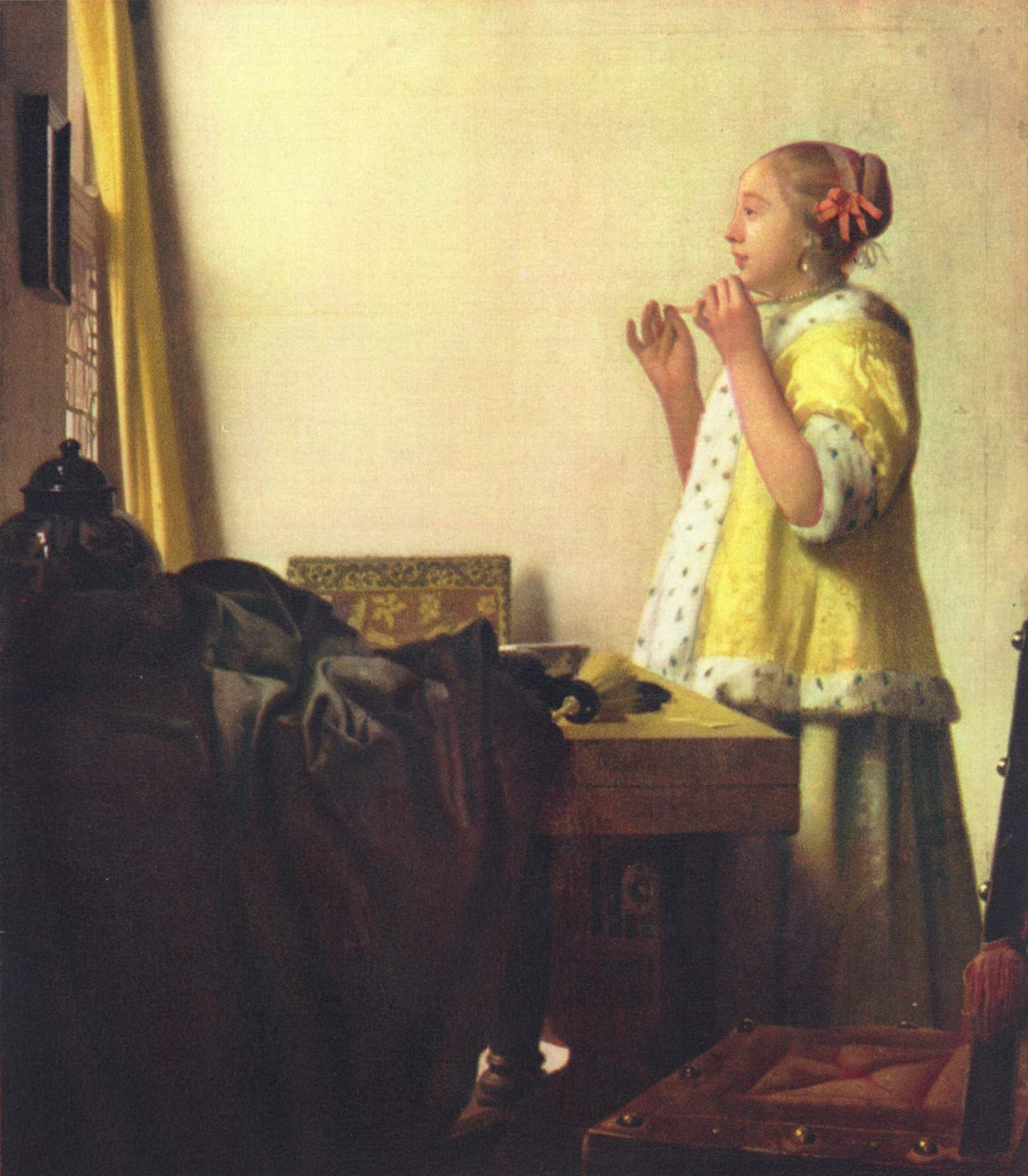
Femeie cu un colier de perle (1664)
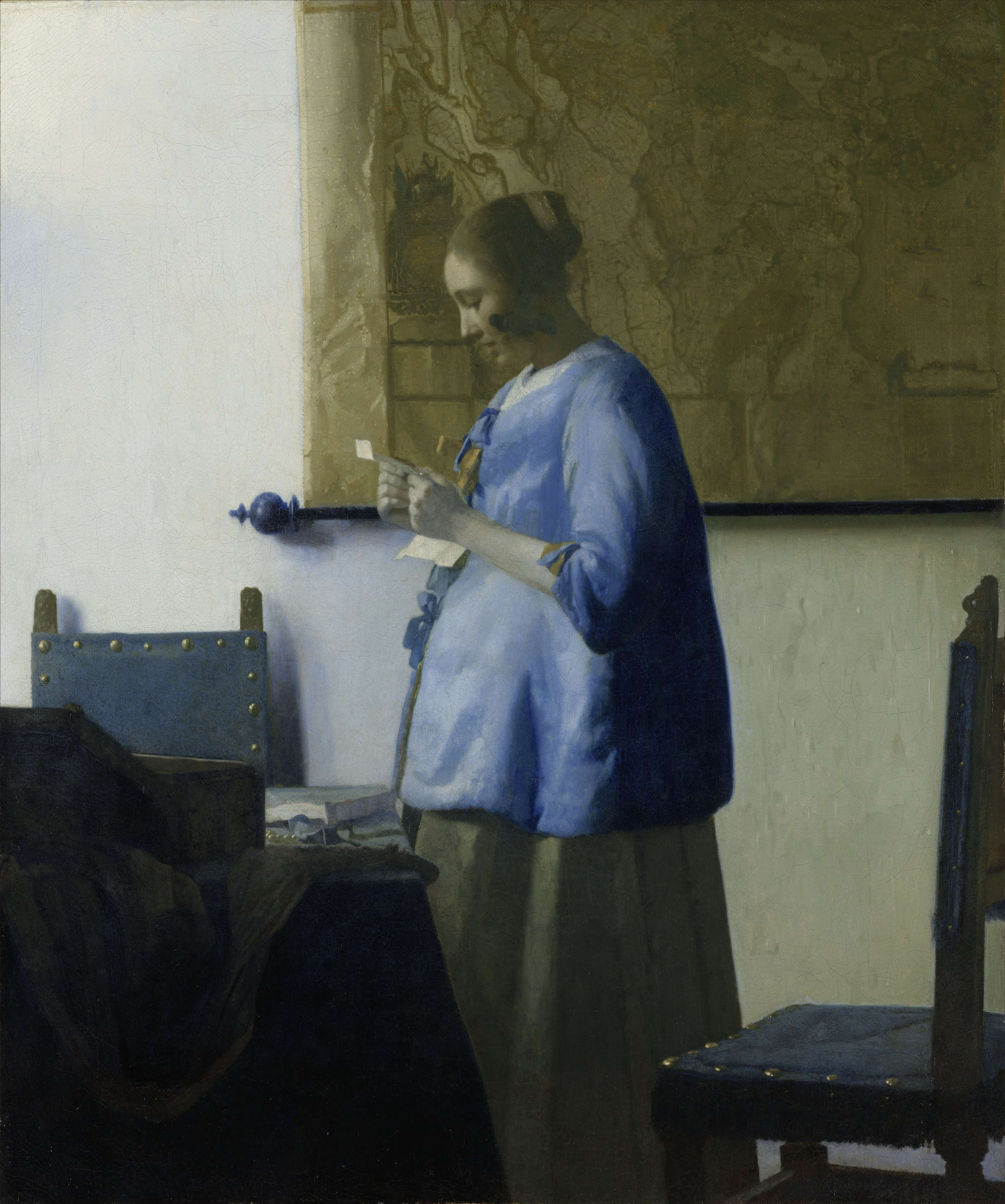
Femeie în albastru citind o scrisoare (după 1664)
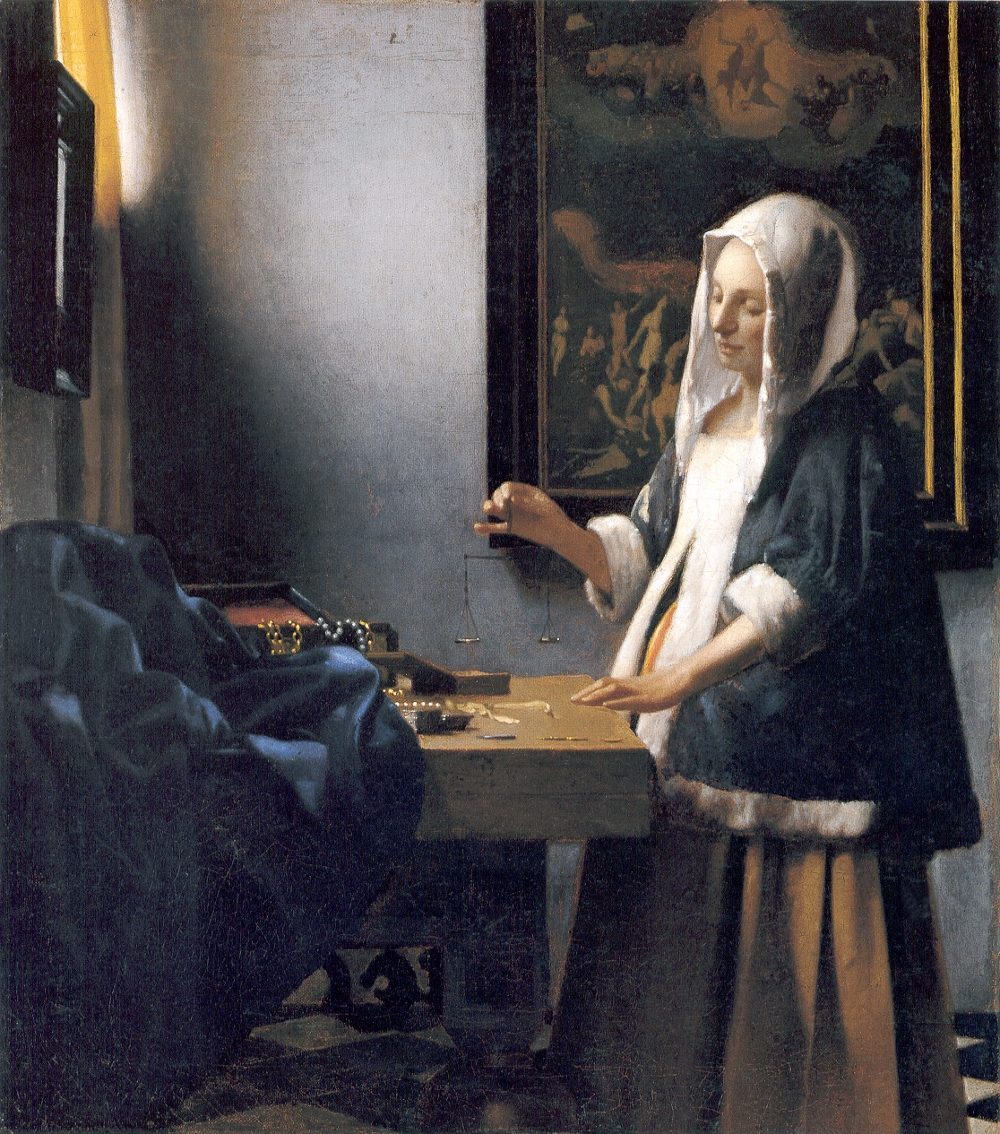
Femeie ținând o balanță (1665)
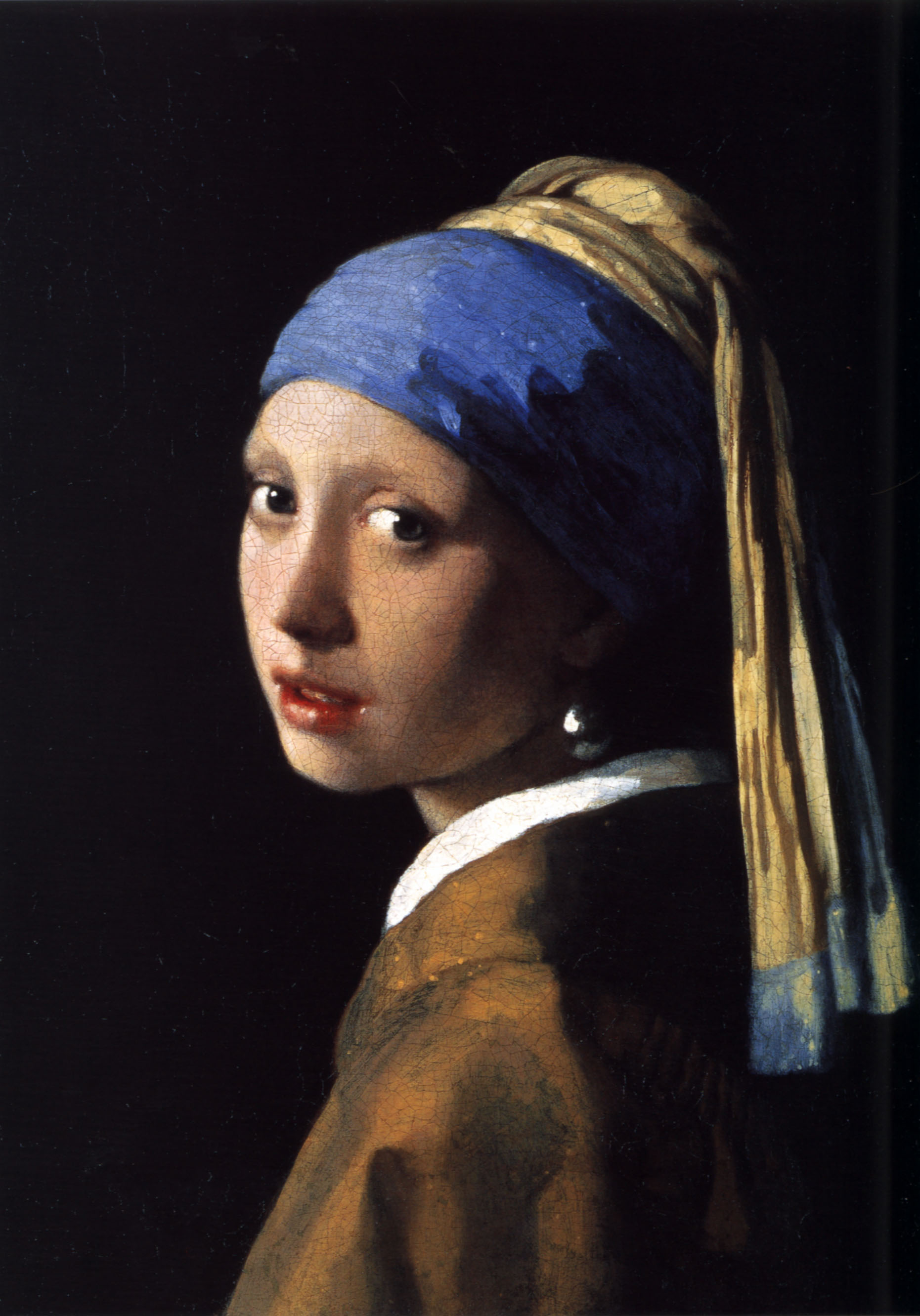
Fata cu turban sau Fata cu cercel de perlă (1665)
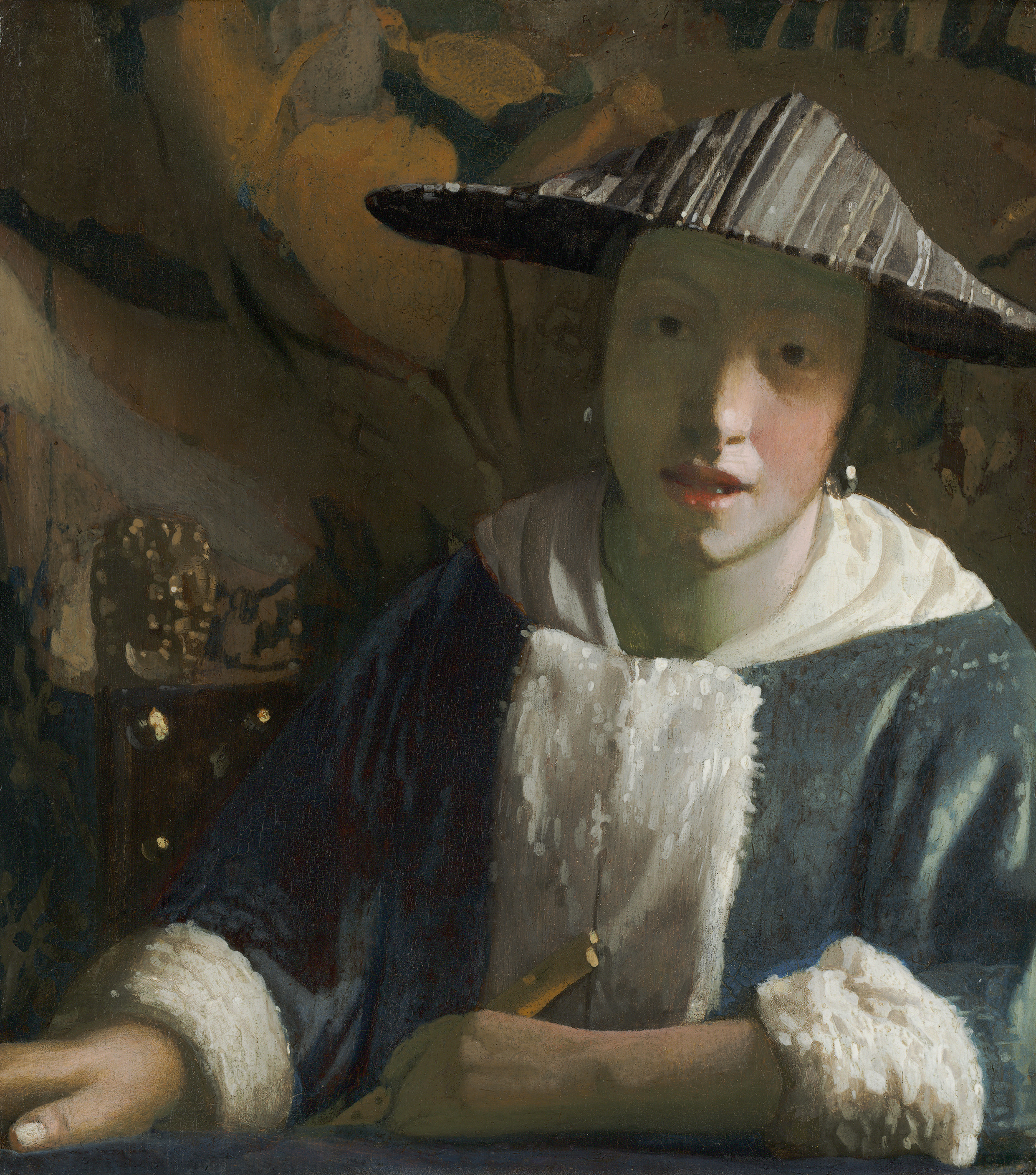
Fată cu flaut (1665–1670)
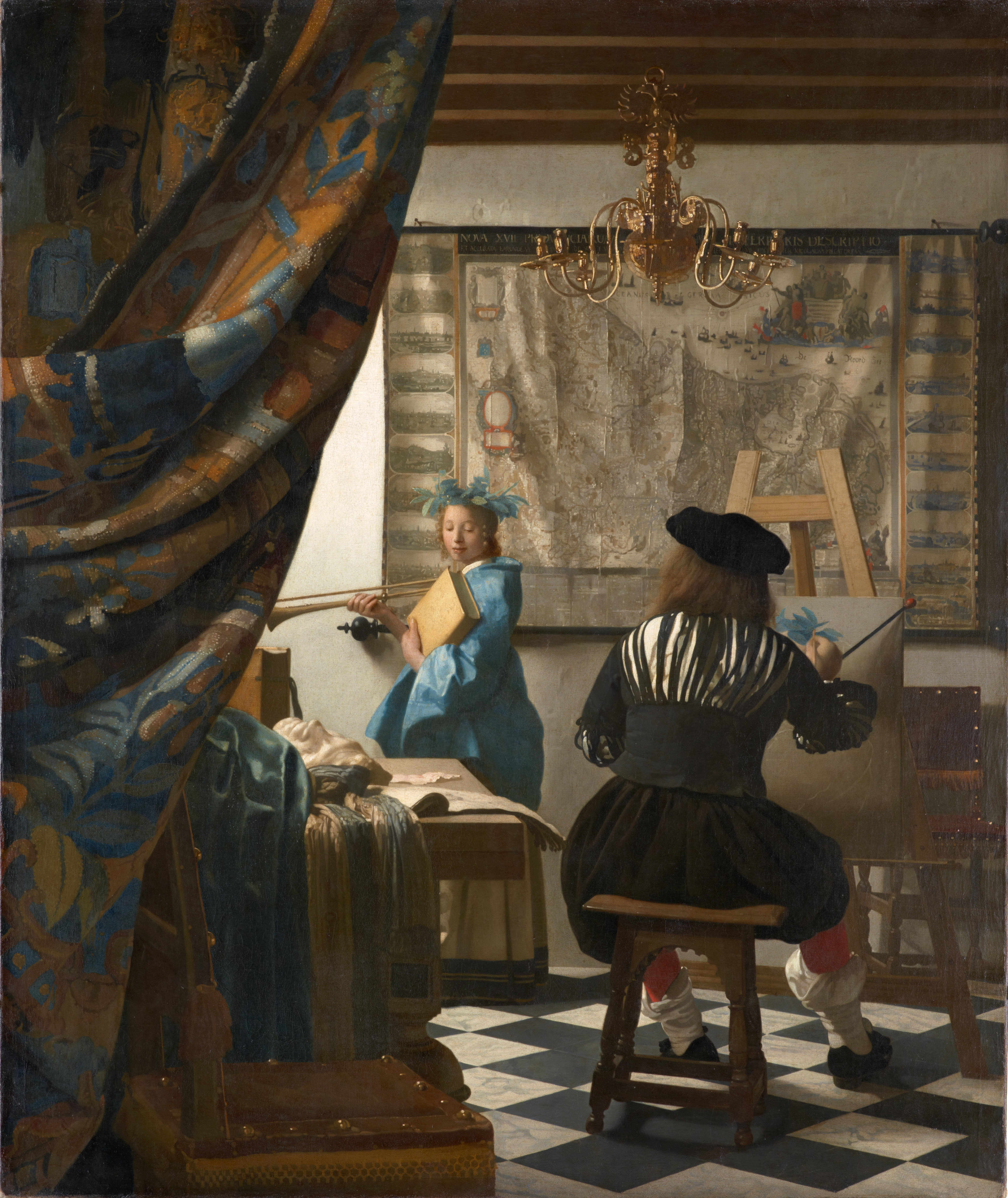
Atelierul ( sau Alegoria picturii, 1666–1667)
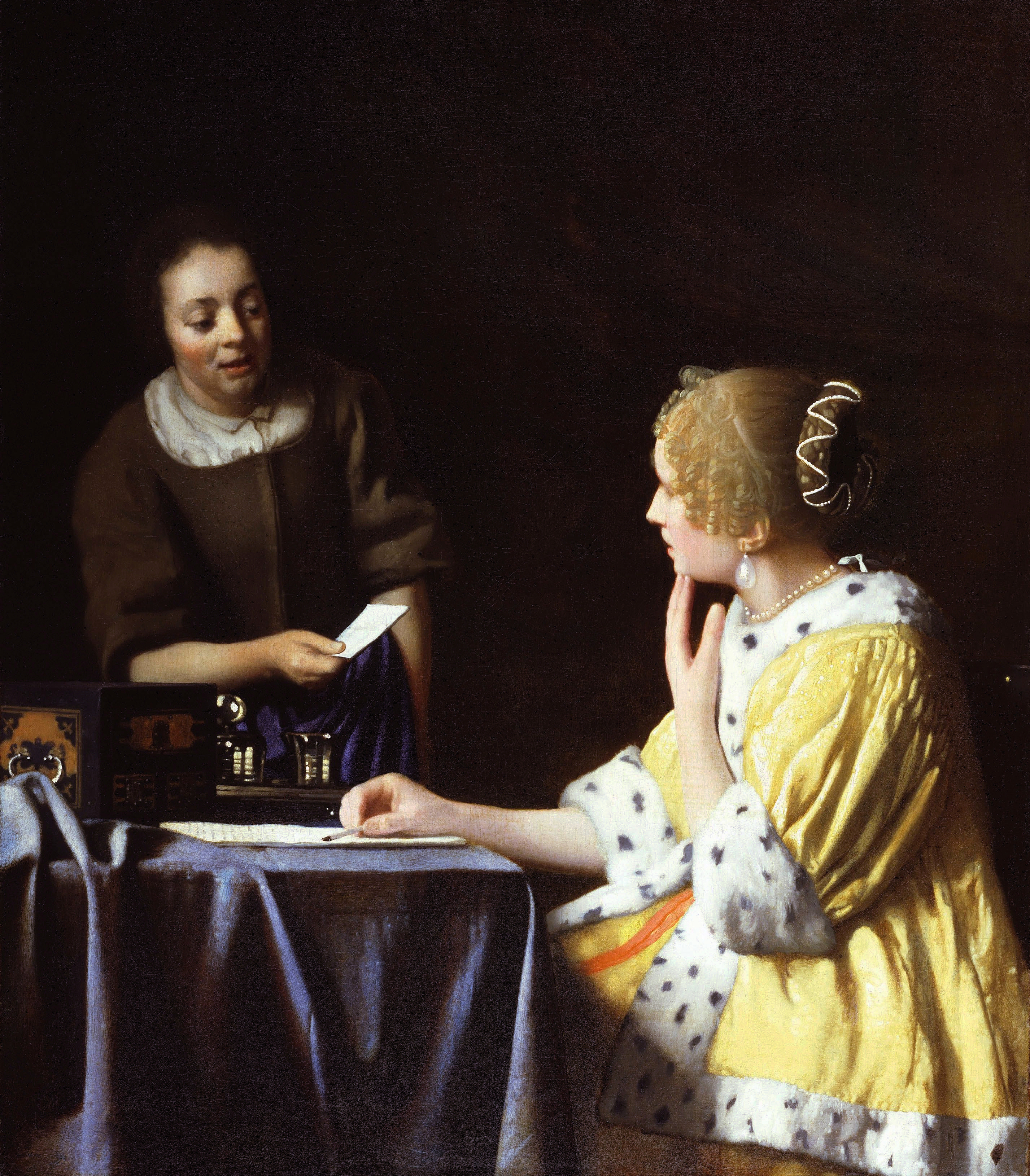
Doamnă cu femeia de serviciu ținând o scrisoare (166
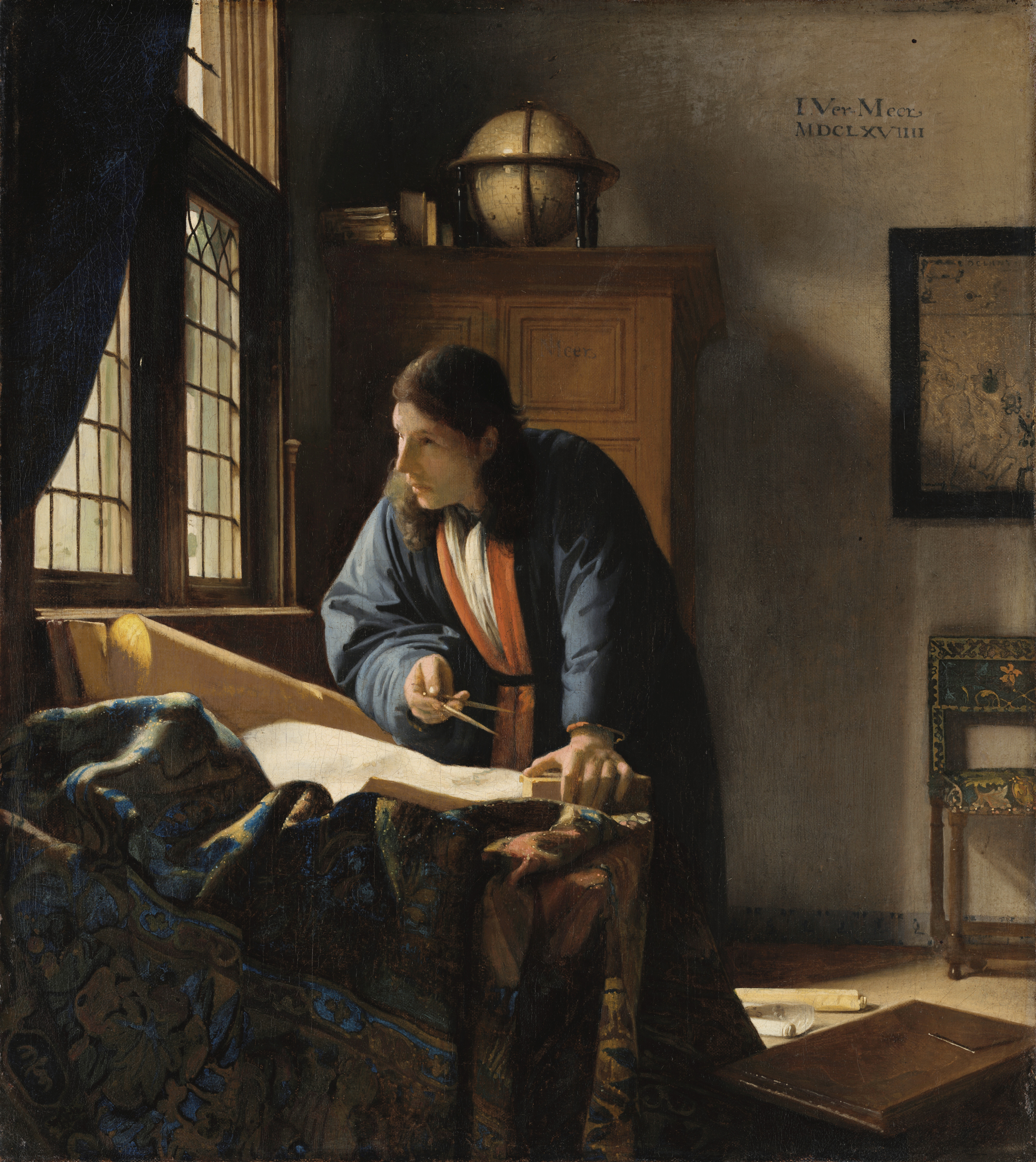
Geograful (1669)
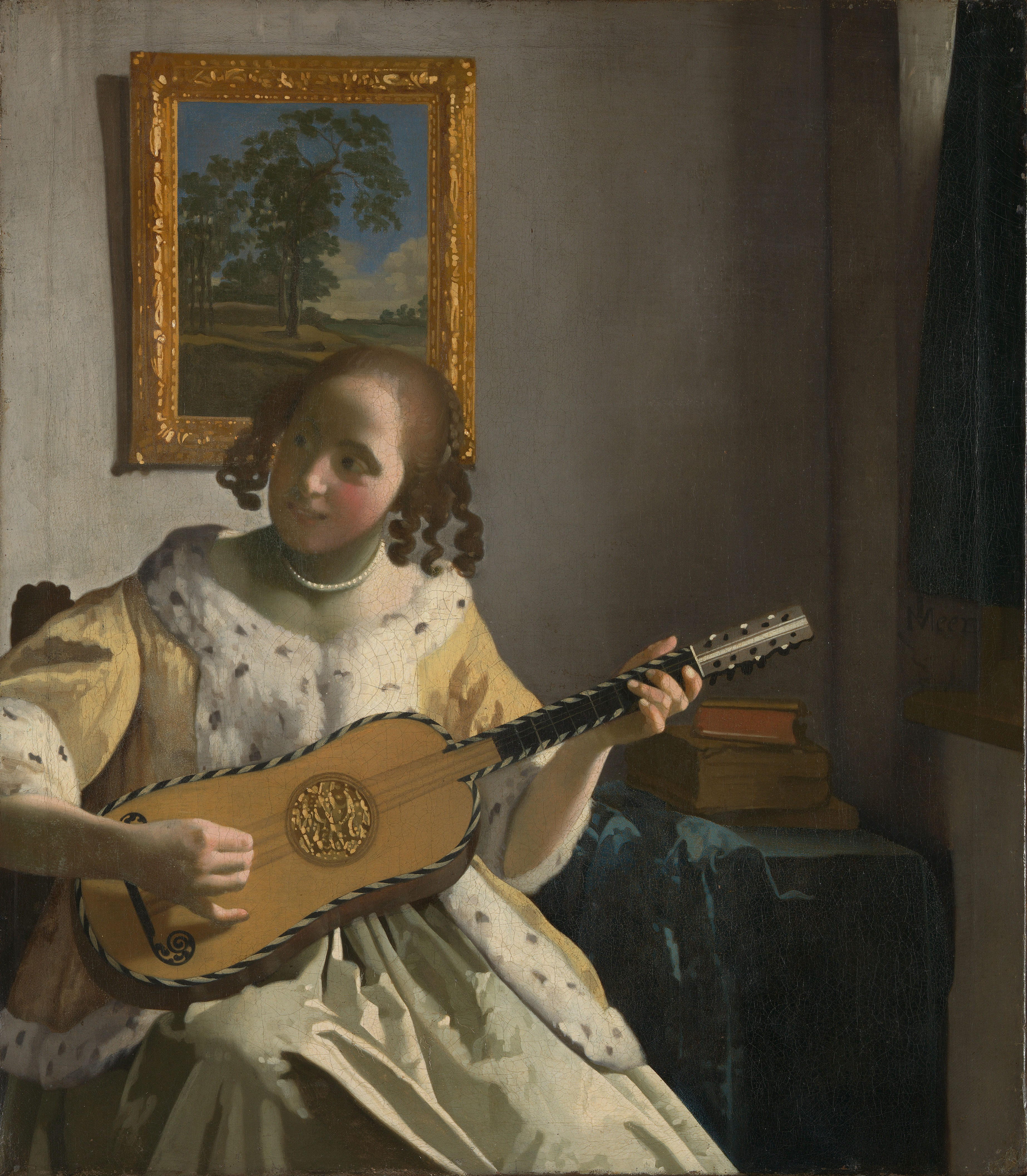
Cântăreața la chitară (1669–1672)
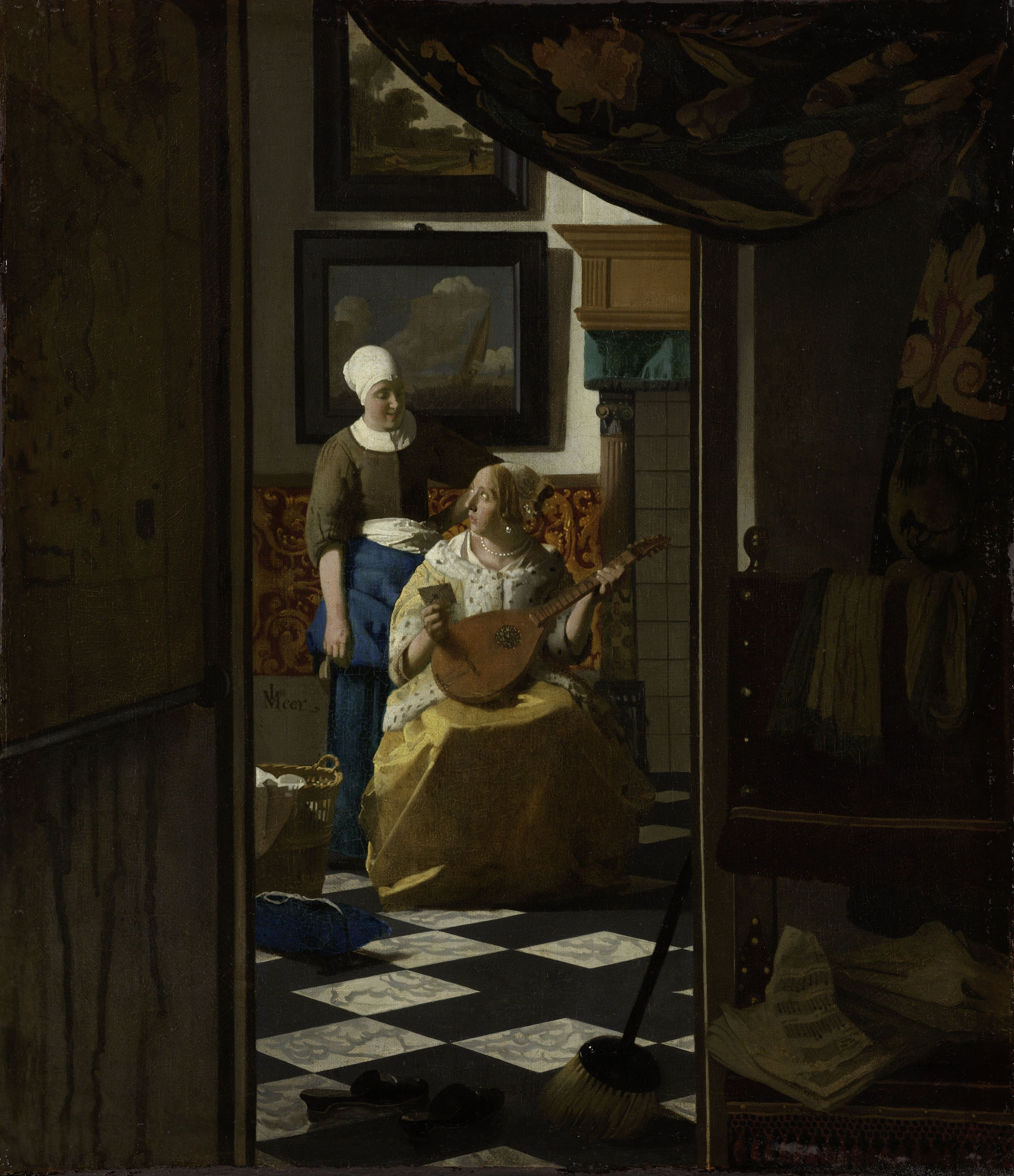
Scrisoarea de dragoste (1670)
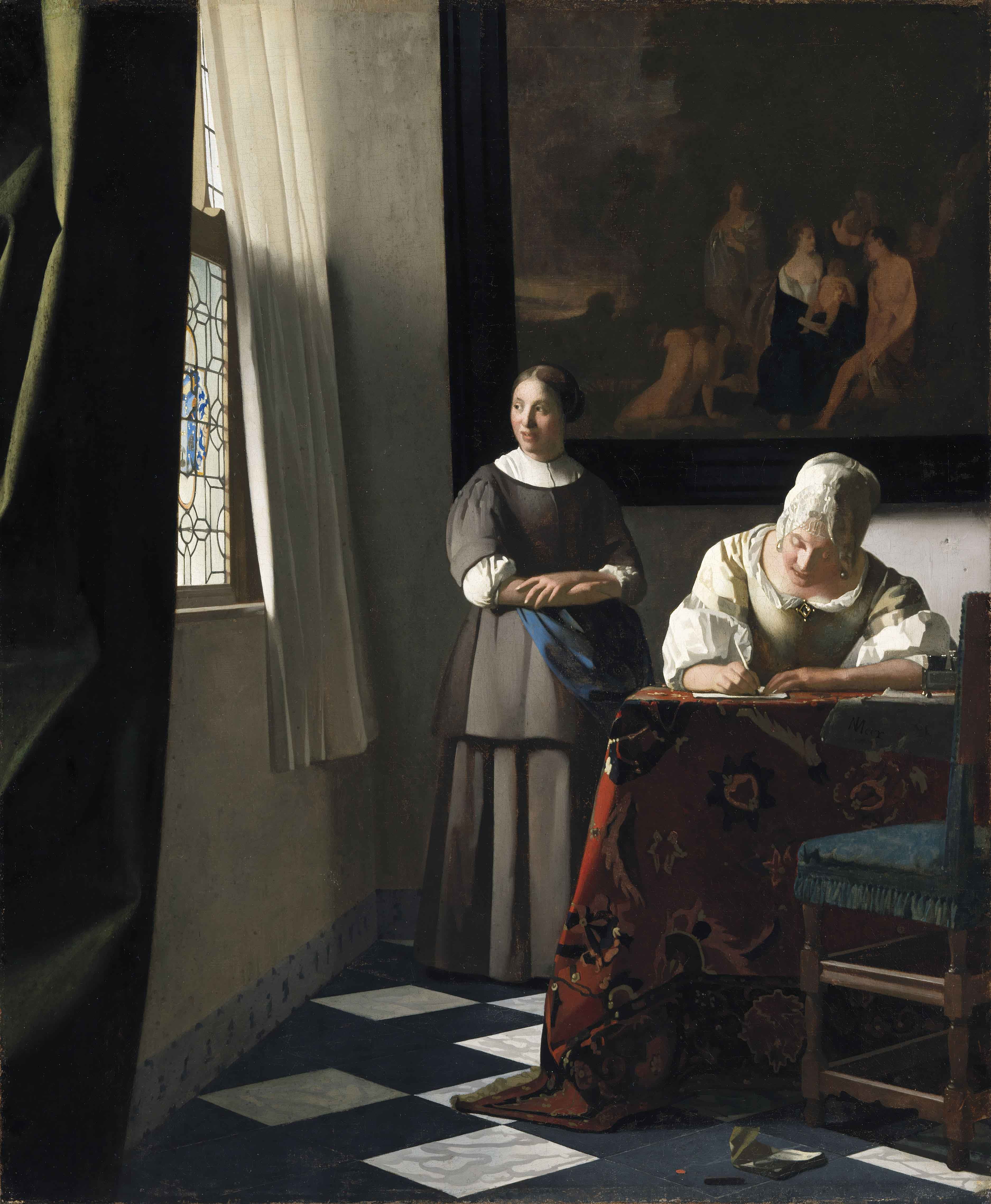
Doamnă scriind o scrisoare în prezența femeii de serviciu (1670)
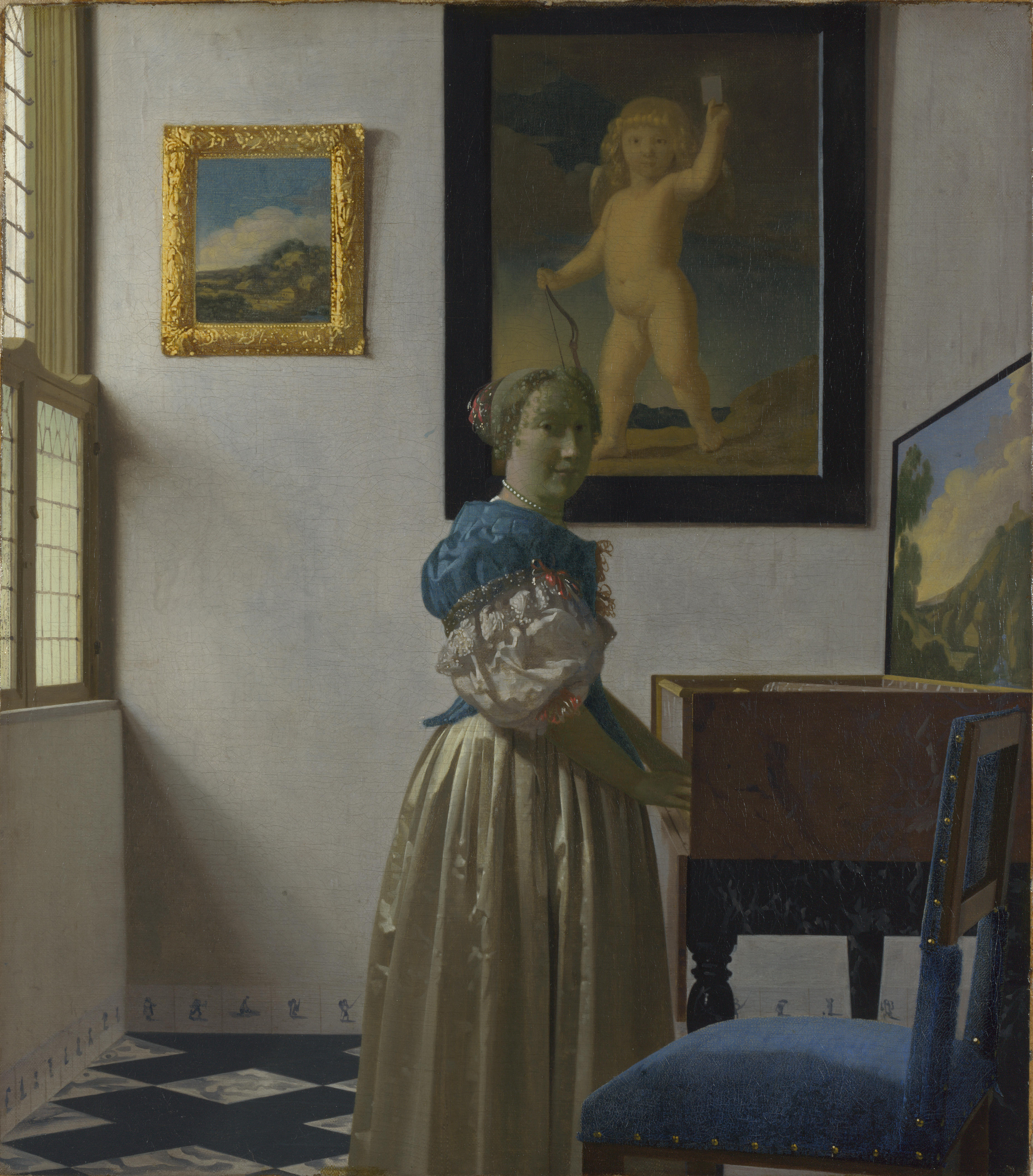
Femeie stând lângă un cembalo (1670–1673)
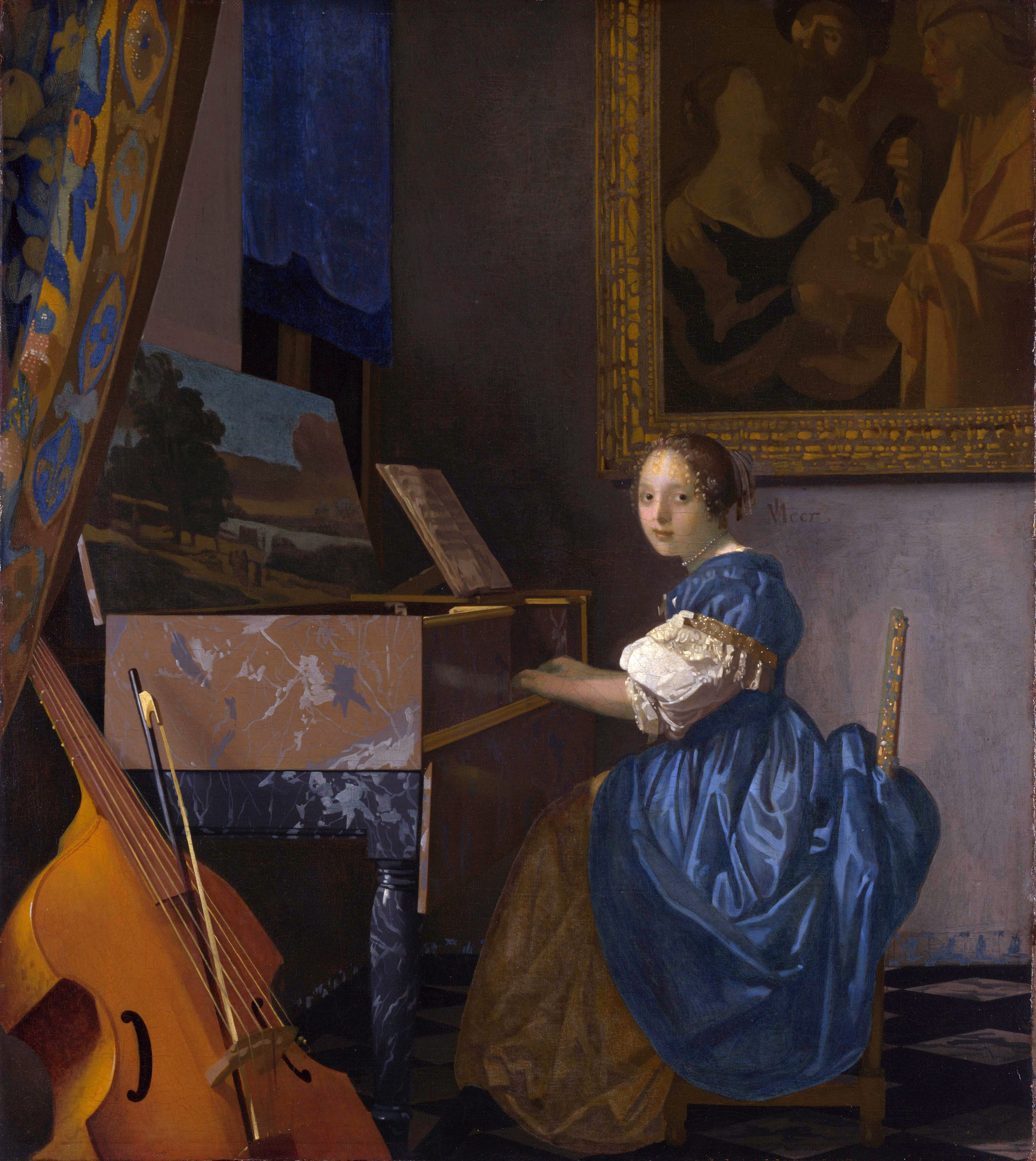
Femeie șezând la un cembalo (1672)

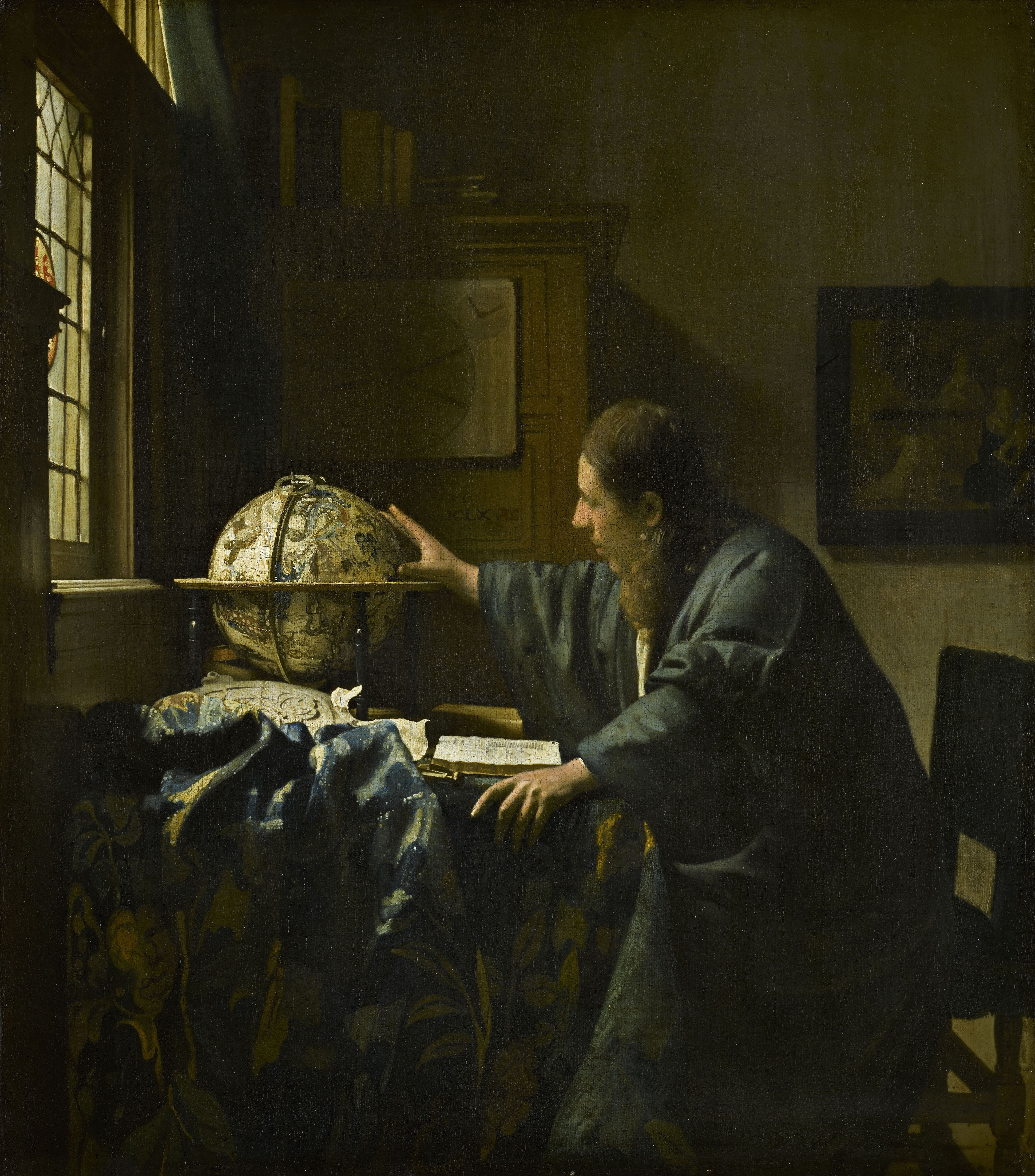
”Astronomul” de Vermeer (Muzeul Luvru)

### Destinul tabloului „Astronomul“
Acesta a fost tabloul preferat al lui Adolf Hitler, care a dorit neapărat să-l expună în muzeul proiectat în Linz (Austria). Din anul 1888 tabloul aparținuse familiei Rotschild. În anul 1940 familia Rotschild a fost constrânsă să-l cedeze germanilor, primind în schimb dreptul de achiziționare a unui tablou de Frans Hals și a două tablouri de Goya. Tabloul a fost restituit în 1945 familiei Rotschild, care l-a donat definitiv în anul 1982 muzeului Luvru din Paris.